# Esercito cartaginese
L'esercito cartaginese era una delle più importanti forze militari dell'antichità classica. Anche se sempre fu la flotta la forza principale di Cartagine, l'esercito di terra ebbe un ruolo chiave per estendere il potere punico sopra le popolazioni native del nordafrica e del sud della penisola iberica, soprattutto nel periodo che va dal VI al III secolo a.C.. Sappiamo inoltre che, a partire dal V secolo a.C., Cartagine avviò un ambizioso programma di espansione in Sardegna, nelle Isole Baleari oltreché nel nord Africa. In seguito a questa espansione, l'esercito venne trasformato in un mosaico multietnico, poiché la carenza di risorse umane richiese la necessità di arruolare contingenti di truppe straniere, principalmente come mercenari. Questo fatto generò nell'esercito cartaginese un insieme di unità alleate e mercenarie.
A differenza di altri eserciti classici, quello punico fu così formato in gran parte da mercenari, posti sotto il comando di un  capitano, a sua volta subordinato ad un corpo ufficiali composto da cittadini cartaginesi, provenienti dalle classi sociali più elevate.
Per quanto riguarda la sua struttura militare rappresentò da sempre un esercito che disponeva di una fanteria pesante e di una leggera, oltre a unità di artiglieria, di cavalleria leggera e pesante, oltre a elefanti da guerra e carri. Il comando supremo dell'esercito venne inizialmente detenuto dai suffetes fino al III secolo a.C. In seguito, il comandante in capo veniva nominato direttamente dal Senato cartaginese.
L'esercito cartaginese si scontrò in numerose occasioni con gli eserciti greci per l'egemonia in Sicilia. Questo diede notevole impulso alle nuove tattiche e alle armi puniche, trasformando l'esercito in unità falangitiche. La guerra durò secoli in Sicilia (600 - 265 a.C. circa), tra Cartagine e Syrakousai (Siracusa), città mai conquistata dai punici.
Tuttavia la macchina da guerra cartaginese ebbe il suo più importante conflitto di fronte alle legioni romane nelle tre guerre puniche (264 - 146 a.C.). E sebbene Cartagine venisse finalmente sconfitta, il suo esercito raggiunse notevoli successi grazie a comandanti eccezionali come Annibale e il padre, Amilcare Barca.

## Evoluzione storica

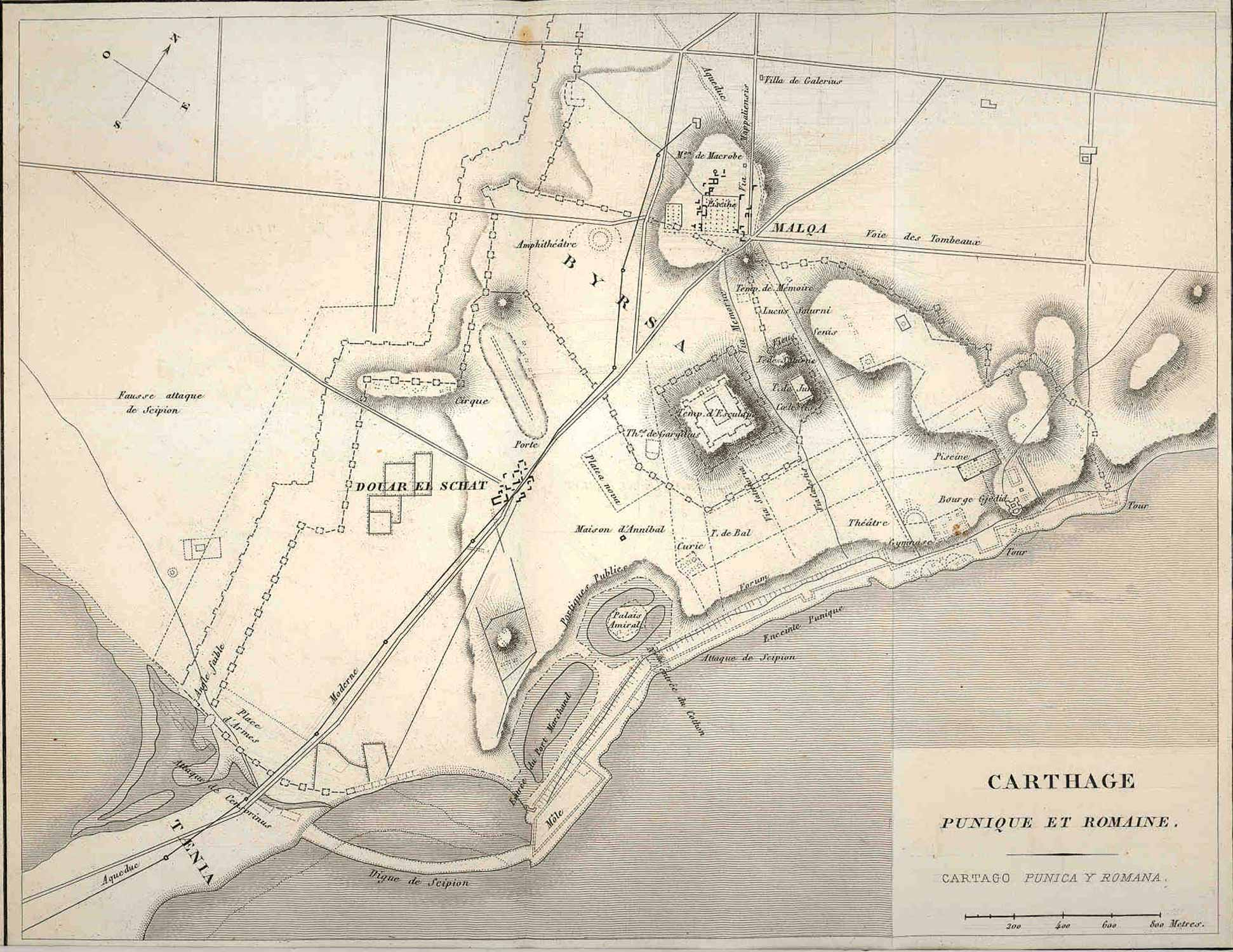
L'antica città di Cartagine, fondata secondo la tradizione nell'814 a.C.

La caratteristica più evidente dell'esercito cartaginese era la sua composizione, dal momento che era costituita da un considerevole contingente di forze straniere. Cartagine aveva infatti una scarsa disponibilità di cittadini da cui arruolare truppe e mancava anche di una forte tradizione militare. Gli eserciti di terra venivano arruolati o aumentati di numero solo quando era necessario condurre nuove operazioni militari, al termine delle quali erano normalmente sciolti. I cittadini venivano chiamati solo per esercitazioni atte a difendere la città stessa in caso di minaccia diretta. Questa mancanza di forze cittadine faceva sì che l'esercito fosse composto principalmente da truppe straniere: Libici, Numidi, Iberi, Galli, Greci, ecc.
Tra queste truppe straniere vi erano contingenti forniti da popolazioni alleate, come ad esempio alcune parti della Libia, o tributarie, nell'ambito di trattati bilaterali. Ciò risultò molto frequente, come ad esempio tra i regni di Numidia, che avevano forti relazioni politiche con i Cartaginesi. Un altro tipo di relazioni più strette fu il caso che legò intere popolazioni con il singolo generale cartaginese, come accadde con Annibale. Oltre alle truppe cittadine e delle popolazioni alleate, la ricchezza di Cartagine permise anche di reclutare ingenti contingenti di soldati mercenari stranieri, venuti per soddisfare le esigenze specifiche di un esercito particolare.
Era implicito che, considerata la particolare natura dell'esercito cartaginese, un qualsiasi comandante cartaginese avesse sotto il suo comando una grande diversità di contingenti di truppe provenienti da paesi e culture assai diseguali. Questo rende impossibile parlare di un "tipico" esercito cartaginese, dal momento che ogni forza punica possedeva caratteristiche uniche. D'altro canto la sua composizione comportò una serie di vantaggi e svantaggi: al generale era offerto un esercito molto versatile, costituito da truppe molto diverse tra loro, con un alto livello di professionalità, che oltretutto potevano essere arruolate rapidamente. Tuttavia, questo tipo di combinazione rappresentò per molti comandanti un motivo di grande difficoltà nel combinare tutti i reparti correttamente, al punto che un esercito formato dall'unione di diverse unità militari specializzate (vedi ad esempio l'esercito cartaginese durante la battaglia di Zama), incontrò numerosi problemi ad agire come una singola entità.

### Esercito arcaico (VIII-VII secolo a.C.)

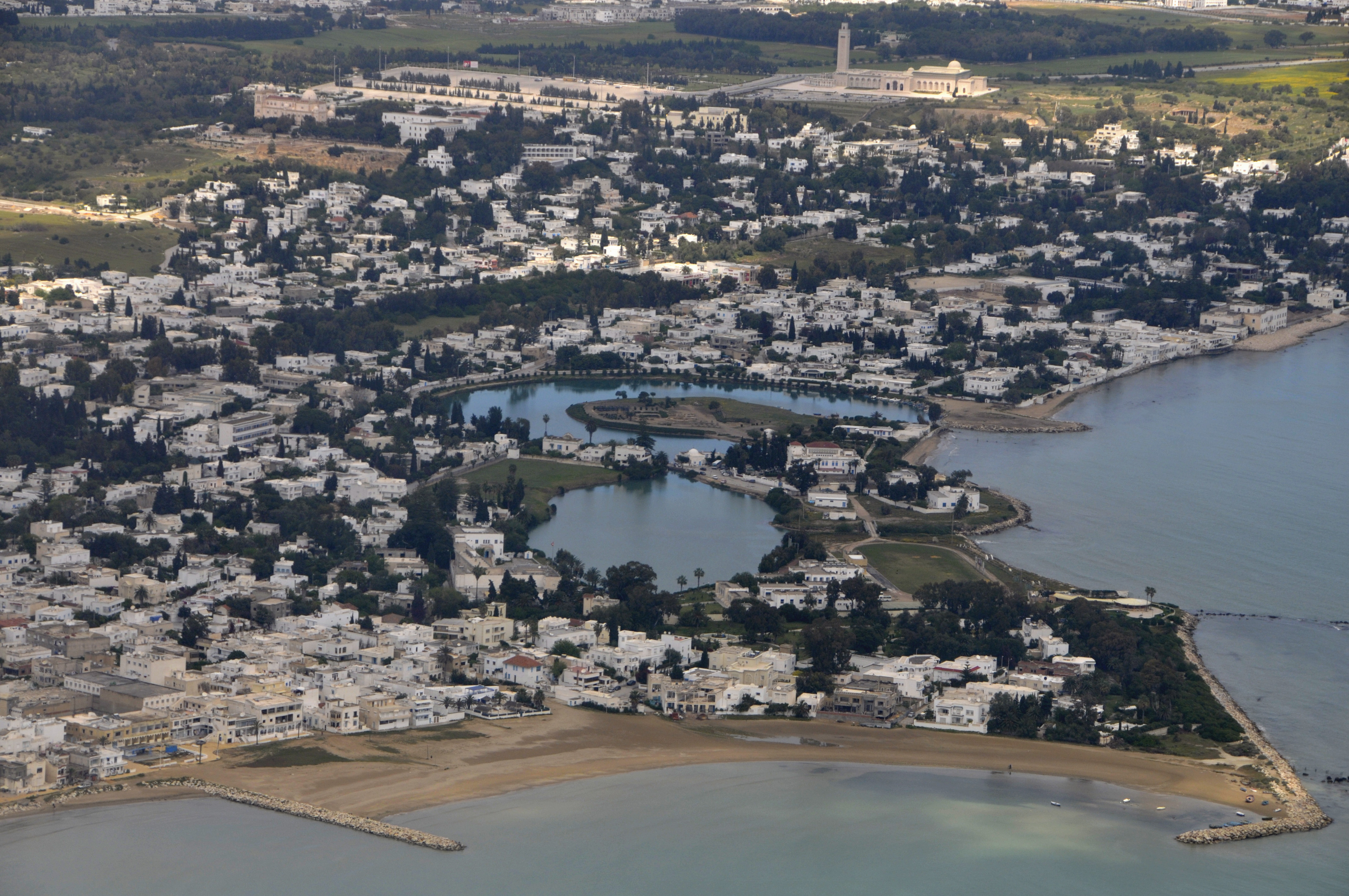
Veduta aerea di quel che resta del porto di Cartagine

Sin dagli inizi, i Cartaginesi fecero affidamento su reparti armati di mercenari, quando la vita iniziale della città fu assicurata dagli stessi coloni fenici, almeno fino almeno alla fine del VII secolo a.C.. Si trattava di un periodo di relativa calma dal punto di vista militare, dove Cartagine venne interessata da fermenti interni più che da attacchi esterni.
Nel VI secolo a.C. si ebbe la grande espansione della città in Nordafrica, con la conquista delle vicine popolazioni e la definizione dei propri confini territoriali. Le popolazioni sottomesse vennero quindi obbligate a fornire contingenti di truppe in caso di necessità. È molto probabile che in questo periodo siano stati utilizzati mercenari libici e numidi, facendo leva sulle rivalità che dividevano le varie tribù africane.
È questo il periodo in cui si gettarono le basi della creazione di una coalizione africana al cui vertice vi era Cartagine. Il modello era simile a quello adottato successivamente da Roma, dove ogni popolo sottomesso era tenuto a fornire soldati in caso di necessità. Da questo momento si ebbe una prima modifica nell'organizzazione militare cartaginese, passando da un esercito cittadino ad uno composto, per la quasi totalità, da Libi e, in minor numero, da Numidi. Sempre in questo periodo, Cartagine risultò particolarmente attiva anche oltremare, andando ad inglobare nello stato cartaginese anche le colonie fenice siceliote e sarde, a cui seguì una radicale espansione economica e dei commerci lungo numerose rotte marittime con le colonie fenice d'Iberia.
Tutte queste rotte commerciali extra-africane portarono all'acquisizione di nuovi centri di reclutamento dei mercenari, soprattutto durante la fase delle guerre greco-puniche dove troviamo, accanto a libi-fenici e numidi, mercenari iberici, balearici, nuragici, siculi, elimi, greci, etruschi e liguri.
Il nuovo scenario che andò delineandosi fu quello di un esercito composto per la maggior parte da popolazioni suddite e da mercenari di varia origine, i Cartaginesi non sono praticamente presenti in ambiente militare, se non in qualità di ufficiali e di generali, tale prassi rimarrà uguale fino all'epoca di Annibale.

### Magone e il consolidamento del potere militare di Cartagine (VI secolo a.C.)

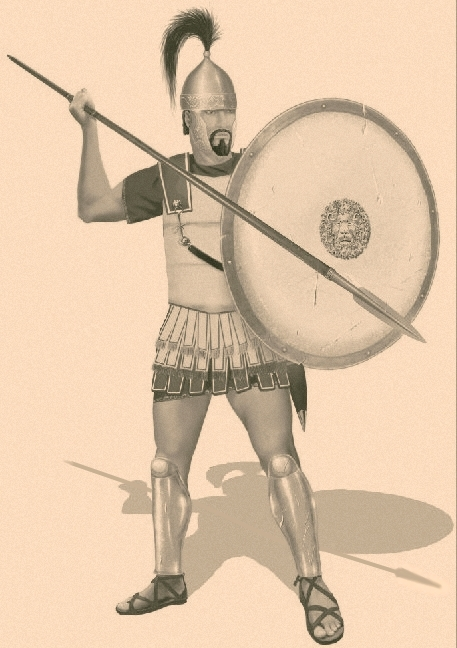
Oplita del Battaglione Sacro cartaginese (IV secolo a.C.)

Attorno all'anno 550 a.C., il comandante dell'esercito punico, Magone, governò la città di Cartagine. Egli avviò una serie di riforme che consolidarono il potere e i regolamenti militari della città.
Nucleo militare principale nel corso del IV secolo a.C. fu la falange oplitica, il cui nucleo era formato dai cittadini di Cartagine, che erano obbligati a servire nell'esercito. Secondo una breve menzione pervenutaci da fonti classiche su come combattevano i cartaginesi, essi utilizzavano le tradizionali formazioni serrate di lancieri, come l'esercito che si trovò di fronte a Timoleonte, in Sicilia, nella battaglia del Crimiso (341 a.C.).
Quando Cartagine si apprestò a cacciare i Greci dalla Sicilia, insofferente che Timoleonte operasse nella sua area di influenza, decise di raccogliere un immenso esercito di oltre 70 000 uomini, tra cui circa 10 000 cavalieri e 2 500 componenti il cosiddetto battaglione sacro, composto da 2 500 cittadini di Cartagine. Quest'ultima unità sembra sia stata creata sul modello tebano, composto da soli cittadini cartaginesi: 
(Plutarco, Vite parallele, Timoleonte, 27)
In seguito alla sconfitta del Crimisso, venne avviata una nuova fase di trasformazione dell'esercito cartaginese, che portò i punici ad emulare le novità proposte dai Greci in ambito militare. Non a caso è in questo periodo che risalgono le ripetute guerre contro i Siracusani di Agatocle, gli Epiroti di Pirro e successivamente contro i Romani (prima guerra punica).
Il numero massimo di truppe reclutate possiamo ricostruirlo sulla base della capacità dei forti posizionati nei tre anelli di mura che proteggevano la città, che offrivano alloggiamento a 24 000 fanti, 4 000 cavalieri e 300 elefanti. Probabilmente in questa cifra dobbiamo conteggiare anche un ampio contingente di mercenari e truppe alleate. D'altro canto, Appiano di Alessandria menziona una cifra di 1 000 cavalieri, 40 000 fanti pesanti e 2 000 carri da guerra reclutati per opporsi all'invasione di Agatocle.

#### Utilizzo massiccio dei mercenari
Il Senato di Cartagine, dopo i disastri delle guerre siciliane dei secoli V e IV a.C., che condussero alla morte numerosi cittadini punici, scelse di modificare la composizione del suo esercito terrestre attraverso l'impiego massiccio dei mercenari, un metodo già utilizzato in misura minore alla fine del VI secolo a.C., con la riforma militare di Magone. A partire dal 480 a.C., i mercenari iberi e i frombolieri delle Baleari iniziarono a militare tra le file cartaginesi in Sicilia: nella battaglia di Imera, nell'assedio e distruzione della città di Selinunte (409 a.C.), nella conquista della città di Imera (409 a.C.), Agrigento (406 a.C.), Gela e Kamarina (405 a.C.), nell'assedio di Siracusa (397-395 a.C.) e nella prima guerra punica. La maggior parte delle fonti classiche sottolineano la multirazzialità dell'esercito di Cartagine, simile in questo a quello persiano.
L'utilizzo dei mercenari è documentato almeno durante la seconda guerra siciliana da Diodoro Siculo, il quale menziona grandi contingenti di truppe mercenarie durante l'invasione di Imilcone II in Sicilia. I mercenari costituivano la maggior parte dell'esercito cartaginese, per questo motivo si trovavano carri da guerra e fanti libici-fenici. Dai dati forniti da Diodoro, quest'ultima rappresentava solo una piccola parte dell'esercito, che poteva essere ritirata utilizzando solo quaranta triremi. Tutta la flotta comprendeva «più di 600 navi». Anche se questa cifra è probabilmente esagerata, la differenza importante nel numero di navi coinvolte, senza dimenticare che le truppe puniche furono decimate dalla peste durante l'assedio di Siracusa.
(Diodoro Siculo, Biblioteca Historica XIV, 75.4.)
Diodoro menziona l'esistenza di mercenari iberi nell'esercito cartaginese che invase la Sicilia al comando di Imilcone, gli unici che non furono fati prigionieri e entrarono al servizio del tiranno Dionisio I di Siracusa.
(Diodoro Siculo, Biblioteca Historica XIV, 75.8-9.)
I reclutatori punici andavano a cercare soldati mercenari fino ai più remoti confini del Mediterraneo, riuscendo a raggruppare una grande quantità di professionisti, avventurieri e schiavi fuggitivi. Essi costituirono, insieme alle popolazioni alleate, un esercito multietnico che ottenne grandi risultati sul campo di battaglia, quando il comandante in capo fu capace di rendere complementari la varie unità che, sebbene fossero eterogenee, furono in grado di seguire disposizioni tattiche complesse all'interno di grandi schieramenti, come accadde nelle guerre contro Roma.
I riferimenti all'utilizzo dei marcenari nella prima guerra punica sono innumerevoli:
(Polibio, Storie, I, 1.4)
Qui Polibio coglie perfettamente la natura del soldato mercenario dell'esercito cartaginese: truppe «al soldo» delle «regioni ultramarine». Tuttavia non si fa alcun riferimento alle forze libiche. Tito Livio invece menziona la cattura di reclutatori punici nei pressi di Sagunto nell'anno 203 a.C.:
(Tito Livio, Ab Urbe condita libri, XXX, 21.3.)
Celti, Galli, Liguri, Numidi, Africani, Greci e soprattutto Iberi, furono reclutati ampiamente da Cartagine.
I mercenari iberici al servizio di Cartagine vengono menzionati dalle fonti classiche a partire dalla fine del VI secolo a.C., in relazione alle truppe stazionate in Sardegna. A quanto pare, gli Iberici facevano parte degli ausiliari cartaginesi che sottomettero quasi tutta l'isola, e che, a seguito di una disputa sul bottino con i Libici, si separarono dall'esercito cartaginese e si ritirarono sui monti della Sardegna.
Attorno all'anno 396 a.C., come conseguenza della guida di Imilcone, che alcuni contingenti entrarono al servizio di Syrakousai, partecipando alle guerre combattute in Greci nel IV secolo a.C.. Possiamo così stabilire due principali fasi di reclutamento dei mercenari iberi:
- La prima, tra il VI secolo a.C. e la conquista dei Barcidi del III secolo a.C., e limitata alla ristretta pratica del mercenariato;
- la seconda, da questa data, le alleanze stabilite con patti di amicizia o di sudditanza servirono a ingrossare le file cartaginesi con un gran numero di contingenti, anche mercenari, specialmente tra le tribù interiore della penisola iberica.

#### Cause dell'arruolamento
Gli storici hanno ampiamente dibattuto riguardo alle cause dell'arruolamento dei guerrieri iberici come mercenari, sostenendo che la principale ragione fossero le difficoltà economiche di questi popoli. Questa tesi viene supportata dal testo di Diodoro in cui egli allude al banditismo come una delle pratiche più comuni degli iberici.

### Riforma di Santippo: l'esercito ellenistico (dal 256 a.C.)

Principali battaglie e assedi della prima guerra punica.

Con la prima guerra punica i Cartaginesi si trovarono a fare i conti con una realtà totalmente differente, era infatti la loro potenza sul mare ad essere minacciata e di seguito a questo, la stessa Cartagine. Nel 256 a.C. la battaglia di Adys aveva sancito la supremazia romana nei combattimenti terrestri anche in territorio africano. Le forze cartaginesi avevano subito una secca sconfitta dalle legioni di Atilio Regolo soprattutto per effetto di una malaccorta condotta delle operazioni bellica da parte dei comandanti punici Bostare, Asdrubale di Annone e Amilcare che non seppero sfruttare tutte le possibilità offerte dalle loro armi. La sconfitta pose Cartagine alla mercé dei Romani costringendo la città a chiedere la pace. Le condizioni poste da Atilio Regolo furono ritenute tanto pesanti da far decidere il Sinedrio cartaginese di non accettare e resistere ulteriormente.
(Polibio, Storie, I, 32, 1)
Santippo apprese della sconfitta di Adys, si fece raccontare le mosse dei contendenti e, studiate le forze in campo cartaginesi, il numero degli uomini, dei cavalieri e degli elefanti si rese conto, e disse ai suoi conoscenti, che 
(Polibio, Storie, I, 32, 2.)
All'interno delle immancabili polemiche per la tremenda situazione bellica, la voce si sparse e Santippo fu convocato al Senato cartaginese dove presentò ai magistrati le sue osservazioni sulle metodologie tenute ad Adys dai comandanti punici. Secondo lo stratega greco, questi non avevano saputo sfruttare il terreno perché avevano mantenuto le truppe su luoghi non pianeggianti dove invece la cavalleria e gli elefanti avrebbero potuto ottenere il massimo impatto sia offensivo che difensivo.
Allo spartano venne affidata la riorganizzazione dell'esercito punico. Egli lo condusse fuori dalle mura cittadine, iniziando una serie di manovre per abituare le truppe al proprio metodo bellico. Secondo Polibio la qualità delle evoluzioni dell'esercito punico fu tale, da rendere evidente la differenza fra la conduzione dei precedenti generali punici e quella dello spartano. La popolazione di Cartagine passò dalla depressione della sconfitta e delle richieste di Atilio Regolo, ad un cauto ottimismo. Le truppe ripresero il morale.
I comandanti cartaginesi,
(Polibio, Storie, I, 32, 8, BUR. Milano, 2001. trad.: M. Mari.)
Sempre secondo Polibio che -si suppone- in queste pagine si rifà a Filino di Agrigento, storico filocartaginese- l'esercito punico era composto di dodicimila fanti, quattromila cavalieri e un centinaio di elefanti.
I romani notarono il nuovo, spavaldo, atteggiamento dell'esercito cartaginese che si muoveva non più su terreno erto ma si manteneva nella parte pianeggiante. Cionondimeno, sicuri delle loro capacità e ritenendo i cartaginesi inferiori militarmente non rifiutarono lo scontro. 
Polibio racconta che i comandanti cartaginesi, prima della battaglia, erano dubbiosi e si consultavano su come comportarsi mentre furono gli stessi soldati a chiedere di essere guidati in battaglia dallo stratega lacedemone. Allora i capi cartaginesi
(Polibio, Storie, I, 33, 5, BUR. Milano, 2001. trad.: M. Mari.)

#### Reparti armati combinati

La battaglia del fiume Bagradas o di Tunisi nella mappa

Sia Sesto Giulio Frontino, sia Polibio ci indicano la disposizione dell'esercito cartaginese sotto il comando di Santippo nella battaglia del fiume Bagradas, diversa da quella organizzata ad Adys. Gli elefanti vennero posizionati in fila davanti all'esercito; la falange cartaginese fu posta dietro a questi, mentre le ali furono formate da mercenari e dalla cavalleria. La battaglia vide la pesante sconfitta delle legioni romane e la cattura del console, Marco Atilio Regolo. Le truppe romane furono letteralmente massacrate. Circa cinquecento legionari furono catturati e solo duemila uomini riuscirono a salvarsi e a riparare poi ad Aspide. Dodicimila componenti delle legioni di Roma trovarono la morte. Polibio, greco come Santippo, non manca di sottolineare come
(Polibio, Storie, I, 35, 5, BUR. Milano, 2001. trad.: M. Mari.)
La schiacciante vittoria cartaginese, che prolungò la guerra di un decennio, fu discussa in modo approfondito a Roma, come rivela Frontino nel suo scritto, generale e scrittore latino:
(Sesto Giulio Frontino, Strategemata, II, 2.11.)
La disposizione adottata ricorda la formazione tipica delle armate combinate dell'esercito macedone dei tempi di Alessandro Magno con alcune variazioni. L'uso degli elefanti rappresenta forse quello principale. Questa volta il capo dell'esercito, a differenza dei generali cartaginesi del tempo, come Annone, dispose i pachidermi in prima linea al posto della seconda linea di combattimento. Le "truppe straniere" erano rappresentate dai mercenari, mentre quelle leggere erano i peltasti greci che sostenevano la cavalleria tra le loro file, mentre la fanteria pesante avanzava. In questo modo si ebbe un primo esempio di falange cartaginese, che si differenzi in modo evidente dalle "truppe straniere". Inoltre, Polibio e Santippo erano greci e la falange potrebbe essere stata composta da mercenari greci, stranieri per Cartagine, ma non per il loro generale. Ḕ più probabile che fosse composta principalmente da lancieri africani, supportati da distaccamenti di mercenari greci.
Dopo che i Cartaginesi ebbero festeggiato e ringraziato gli dèi, 
(Polibio, Storie, I, 36, 2, BUR. Milano, 2001. trad.: M. Mari.)

#### Scelta del terreno dello scontro
Nella descrizione della battaglia che ci tramanda Polibio, Santippo basava la sua tattica sulla carica degli elefanti (attribuendo a questa componente un compito più attivo), seguito dal solido fronte della falange cartaginese, posta in pianura. Quest'ultima permetteva una buona manovrabilità della falange, evitando che potesse rompersi tra le sue linee, fatale per una formazione completamente compatta e rigida, che si basava su una potenza frontale inarrestabile. Le truppe mercenarie, infatti, che erano sconfitte, venivano espulse dal combattimento. Nel frattempo, la cavalleria cartaginese dopo aver battuto la cavalleria nemica, appoggiava la fanteria sui fianchi. Santippo cercò così di massimizzare l'utilità dei reparti armati combinati (cavalleria, elefanti, truppe leggere e falange), trasformando la battaglia in una schiacciante vittoria punica.
In questo modo, Santippo, unicamente cambiando il terreno dello scontro, portò un netto cambiamento nella prima guerra punica. Egli osservò che i Cartaginesi, superiori nella cavalleria e negli elefanti da guerra, rimanevano sulle colline, mentre i Romani, superiori nella fanteria, preferivano rimanere in pianura. Egli spostò quindi il campo delle operazioni in pianura, dove riuscì a rompere le ordinate formazioni romane con i suoi elefanti, per poi molestarle e disperderle con reparti di cavalleria numida. Egli riuscì così a sconvolgere l'esercito romano, che fino ad allora era sempre risultato vittorioso nella guerra di terra.

### Riforma di Amilcare Barca (247 - 226 a.C.)

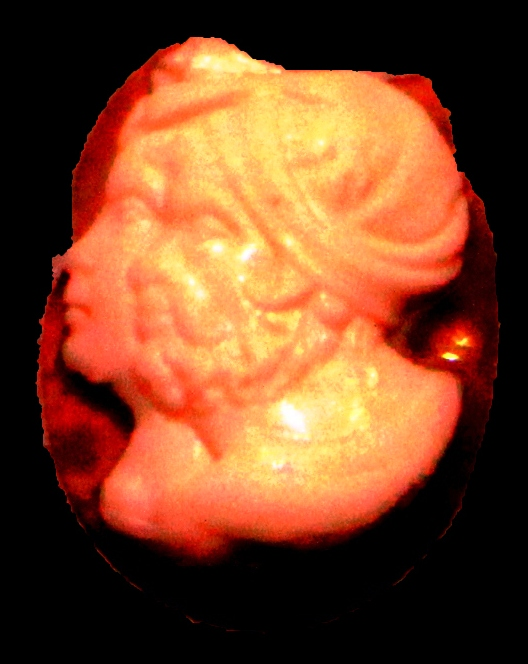
Amilcare Barca e del figlio, Annibale. Cammeo in agata calcedonio di età romana. Conservato al Museo archeologico nazionale di Napoli.

Nell'anno 247 a.C., dopo diciotto anni di guerra, fu nominato a capo dell'esercito e della flotta cartaginese, Amilcare Barca, padre di Annibale. Egli aveva la reputazione di abile comandante invitto. Cornelio Nepote ne esalta la sua immagine, sostenendo che durante il suo soggiorno in Sicilia non fu mai sconfitto dai Romani.
(Cornelio Nepote, Vite dei massimi condottieri, Amilcare II)
L'opera di Nepote non rivela però molto delle tattiche adottate dall'esercito punico al tempo di Amilcare. Tuttavia dalle sue parole è possibile intuire che il generale preferì evitare le battaglie campali, la qual cosa lascerebbe intendere che addestrò il suo esercito per combattere su terreni difficoltosi, utilizzando la tattica della guerriglia. Le prime informazioni che abbiamo su Amilcare lungo il fronte siciliano, racconta del suo sbarco lampo presso la piccola insenatura del Monte Erice nel 246 a.C., di ritorno da un'azione navale presso i Bruzi.
Al termine della prima guerra punica, Cartagine si trovò ad affrontare la rivolta dei mercenari, una guerra casalinga che portò la città africana sull'orlo della distruzione. In questo caso vennero nuovamente utilizzati cittadini punici.
Nella Battaglia di Tunisi, il comandante cartaginese Amilcare Barca, comandante in capo delle armate e generale invitto della prima guerra punica, utilizzò molto probabilmente per la prima volta, in ambito punico, una falange di tipo macedone.
Nonostante si scontrasse contro forze ribelli molto più numerose, riuscì ad ottenere un'importantissima vittoria, dovuta anche allo sfruttamento della divisione delle forze ribelli in due armate divise e in contatto visivo tra loro, ma completamente scoordinate sul piano dei tempi di attacco, in questa battaglia, Amilcare utilizzò gli elefanti per coprire i fianchi e dare maggiore spinta alla carica della cavalleria.
La grande scuola tattica barcide, che portò Cartagine a vivere un momento di gloria militare, inizia proprio in questo momento.

#### Tattica della guerriglia
Seguendo quanto ci tramanda Polibio, sembra che Amilcare abbia utilizzato il Monte Erice come base delle sue operazioni militari. Da qui egli, infatti, conduceva i suoi attacchi alle truppe romane nella Sicilia centrale e occidentale, oltre a lanciare incursioni navali al resto dell'isola e nel sud d'Italia. Lo storico greco descrive la base di Amilcare come segue:
(Polibio, Storie, I, 56.3-8)
Amilcare rimase per tre anni nell'accampamento fortificato di Eircte, durante i quali erano frequenti le scaramucce, anche se non vi furono mai battaglie campali. Gli sforzi diplomatici probabilmente fallirono, poiché tre anni più tardi (nel 244 a.C.), egli lanciò un nuovo attacco alla città di Erice, assediando i Romani, che ancora occupavano la città, fin dentro l'acropoli. Il suo obbiettivo era di togliere l'attenzione romana dai due ultimi avamposti punici in Sicilia: Lilibeo e Trapani; allo stesso tempo ridurre le loro forze. Le sue tattiche ebbero successo e Roma finalmente abbandonò la campagna terrestre a favore della costruzione di una nuova flotta da guerra.
La cavalleria numida e gli elefanti da guerra, ancora una volta, svolsero una parte rilevante nella Rivolta dei mercenari (240-238 a.C.). Assediate le due principali città alleate di Cartagine, Amilcare utilizzò le truppe leggere per sabotare i convogli e tagliare le vie di comunicazione dei ribelli.
(Polibio, Storie, I, 82.13)

#### Dottrina della mobilità tattica

Movimenti e tattiche durante la battaglia del fiume Bagradas del 239 a.C., al tempo della rivolta dei mercenari, dove i Cartaginesi, guidati da Amilcare Barca, conquistarono Utica, presa ai mercenari ribelli.

Durante la sua vita, Amilcare preferì utilizzare eserciti di piccola o media dimensione. Riconfermato nuovamente comandante in capo durante la rivolta dei mercenari (241-238 a.C.), condivise questa posizione con un altro comandante, Annone il Grande, a cui venne assegnato rapidamente un nuovo esercito.
La dottrina della mobilità Amilcare si rivelò soprattutto in combattimento, come nella Battaglia del Bagradas, forse il vero capolavoro delle tattiche militari cartaginesi di quel periodo, in quanto riuscì ad unire una serie di caratteristiche tattiche fondamentali come:
1. lo studio e l'utilizzo dei terreni: Amilcare aveva osservato che in estate, al soffiare del vento del deserto, la sabbia trasportata dallo stesso formava un deposito di fango che creava un percorso guadabile alla foce del fiume.
2. il fattore sorpresa: Ordinò all'esercito di marciare, e in attesa che questo accadesse, non disse nulla dei suoi piani a nessuno. In questo modo, al muoversi dell'esercito, nessuno poteva sapere cosa sarebbe accaduto. Attraversò il guado nella notte e attaccò all'alba.
3. la mobilità: l'esercito al completo era pronto a marciare quando scese la notte, durante la quale tutte le truppe attraversarono il fiume fino a raggiungere l'altra sponda. All'alba l'intero esercito era stato trasferito.
4. la manovrabilità delle truppe: attaccato da nord e da ovest, il suo esercito ri riorganizzò velocemente. La cavalleria e gli elefanti da guerra, che formavano l'avanguardia, si ritirarono dagli estremi della formazione, mentre la falange, posizionata nella retroguardia, cominciò a dispiegarsi in una linea compatta di fronte al nemico.

Questa impostazione tattica della mobilità si manifestò di nuovo durante la battaglia di "La Sierra". Secondo quanto ci racconta Polibio, in molti scontri di media grandezza, Amilcare separava l'esercito nemico, circondandolo su più lati per poi batterlo separatamente, come un buon giocatore di scacchi. Più in generale, in battaglia mise in atto tutta una serie di imboscate insospettabili contro i ribelli, o apparve all'improvviso quando i nemici meno se lo aspettavano, sia di giorno che di notte. Il culmine di questa strategia si produsse quando il comandante cartaginese, con un esercito poco numeroso, combatté le truppe ribelli che furono assediate presso un passo di montagna.

### Esercito annibalico (219-202 a.C.)
Considerato uno dei più grandi strateghi della Storia, Annibale ricevette l'eredità di un altro grande comandante cartaginese, Amilcare Barca, che era suo padre. Dopo quasi due decenni trascorsi in Spagna, Cartagine controllava buona parte della penisola iberica meridionale, e aveva la possibilità di reclutare tra i migliori soldati dell'epoca (i mercenari celti e iberi), utilizzare tra le migliori tecnologie militari (come le armi in ferro degli Iberi), e mantenere le proprie armate grazie ad un esteso territorio coltivabile.
Le imprese militari di Annibale possono essere suddivise in quattro fasi: la conquista della Spagna, fino all'assedio di Sagunto (221-219 a.C.); l'attraversamento delle Alpi (218 a.C.)); le grandi battaglie in Italia (dal battaglia del Ticino a Canne; 218-216 a.C.) e la successiva guerra di logoramento, fino al suo ritorno in Africa (215-203 a.C.).

#### Carisma e legame con le truppe

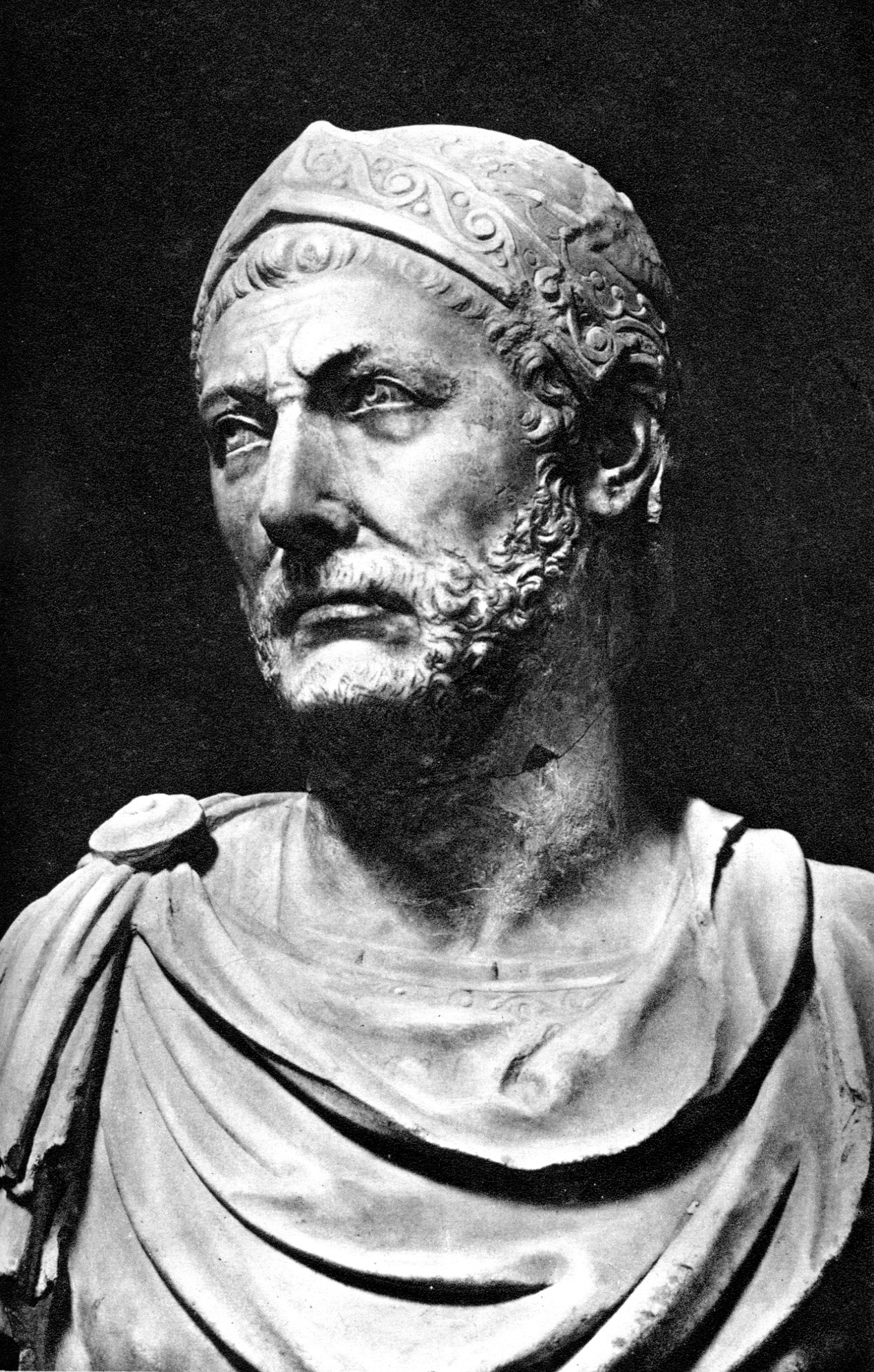
Busto di Annibale (Museo archeologico nazionale di Napoli), uno dei maggiori strateghi della storia antica

Annibale accompagnò suo padre, Amilcare, nella conquista della penisola iberica. Qui, oltre ad imparare dal genitore le basi della dottrina tattica, condivise la vita militare con i suoi soldati, che lo proclamarono loro comandante per acclamazione.
(Livio, XXI, 4, 7-8.)
Subito dopo l'espugnazione di Sagunto (219 a.C.), Annibale arringò le truppe iberiche e concesse loro il permesso di trascorrere l'inverno nelle proprie abitazioni, in famiglia. In questo modo gli Iberi «si riposarono e recuperarono le energie fisiche e mentali per quanto avrebbero dovuto compiere in seguito». Agli inizi dell'anno successivo, lasciò una guarnigione di 11 000 armati iberici che si erano dimostrati riluttanti a lasciare il loro territorio.
Prima di partire per l'avventura italica, nella primavera del 218 a.C., Annibale portò a termine la selezione del suo esercito: fece arrivare da Cartagine 15 000 uomini di cui 2 000 cavalieri numidi. Secondo quanto racconta Polibio, attuò una politica accorta e saggia, facendo passare i soldati della Libia in Iberia e viceversa, cementando così i vincoli di reciproca fedeltà tra le due province. Lasciò, quindi, in Spagna, sotto il comando del fratello Asdrubale, per tenere a bada le popolazioni locali, una forza navale formata da 50 quinqueremi, 2 quadriremi e 5 triremi; 450 cavalieri tra Libi-Fenici e Libici, 300 Ilergeti e 1 800 tra Numidi, Massili, Mesesuli, Maccei e Marusi; 11 850 fanti libici, 300 Liguri, 500 Balearici e 21 elefanti.
A Cartagine vennero mandati di rinforzo 13 800 fanti e 1 200 cavalieri iberici, oltre a 870 balearici, assieme a 4 000 nobili spagnoli che, apparentemente inviati come "forze scelte", erano in realtà ostaggi presi per assicurarsi la lealtà della Spagna. Contemporaneamente rimase ad aspettare l'arrivo dei messaggeri inviati ai Celti della Gallia Cisalpina, contando sul loro odio nei confronti dei Romani ed avendo promesso di tutto ai loro capi.

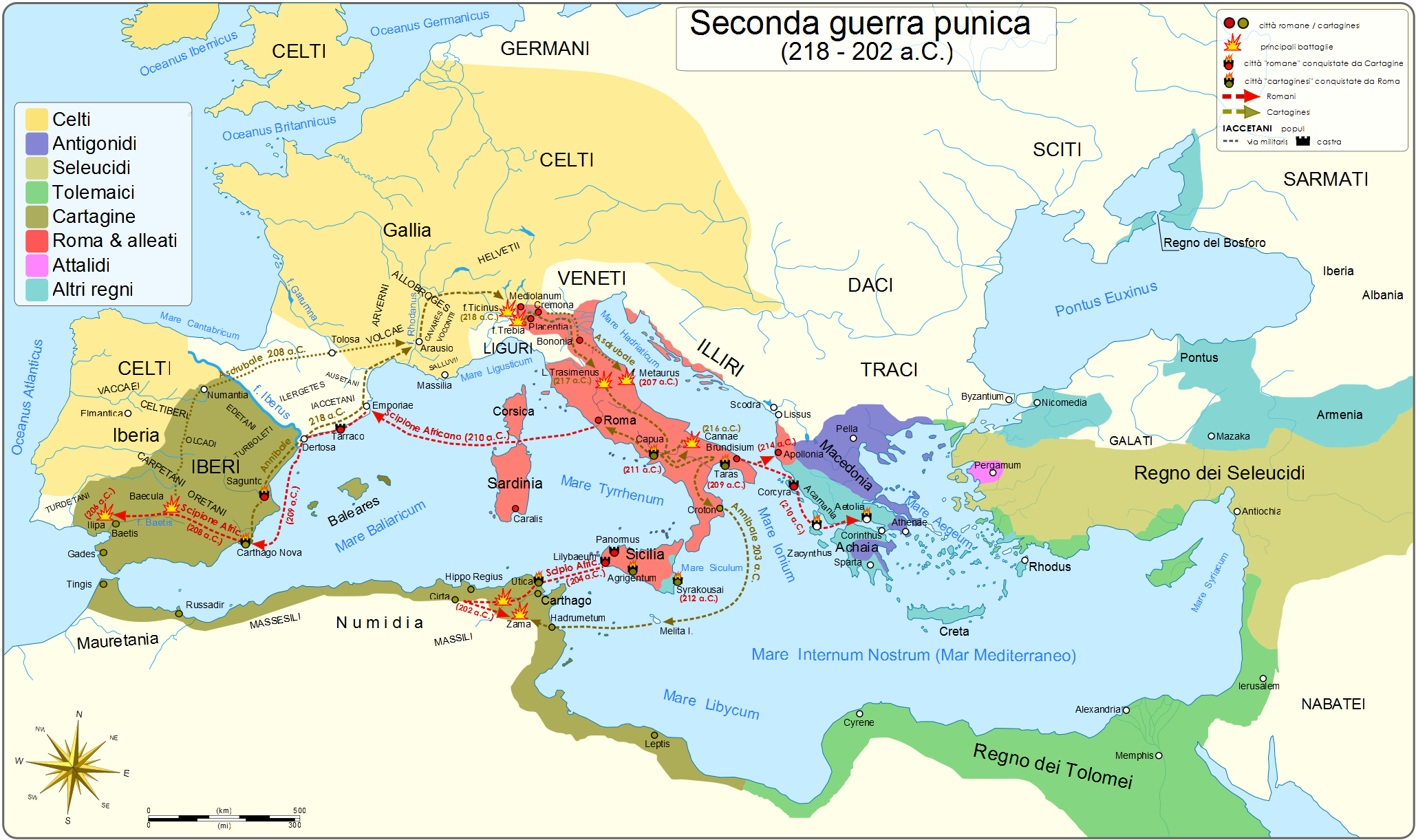
L'intero svolgimento della seconda guerra punica (218-202 a.C.)

Rimane famosa una delle arringhe alle truppe da parte del condottiero cartaginese, poco prima della battaglia del Ticino, tramandateci da Livio e Polibio:
(Polibio, III, 11.)
In seguito, poco prima dello scontro che si ebbe nella pianura di Canne, Polibio descrive l'esercito di Annibale come segue: 
(Polibio, III, 114, 1-3.)
I Celti erano a torso nudo, mentre gli Iberi indossavano corte tuniche di lino, ornate di porpora. Al termine poi della battaglia, ancora Polibio aggiunge:
(Polibio, III, 117, 4-5.)

#### Posizionamento e imboscata

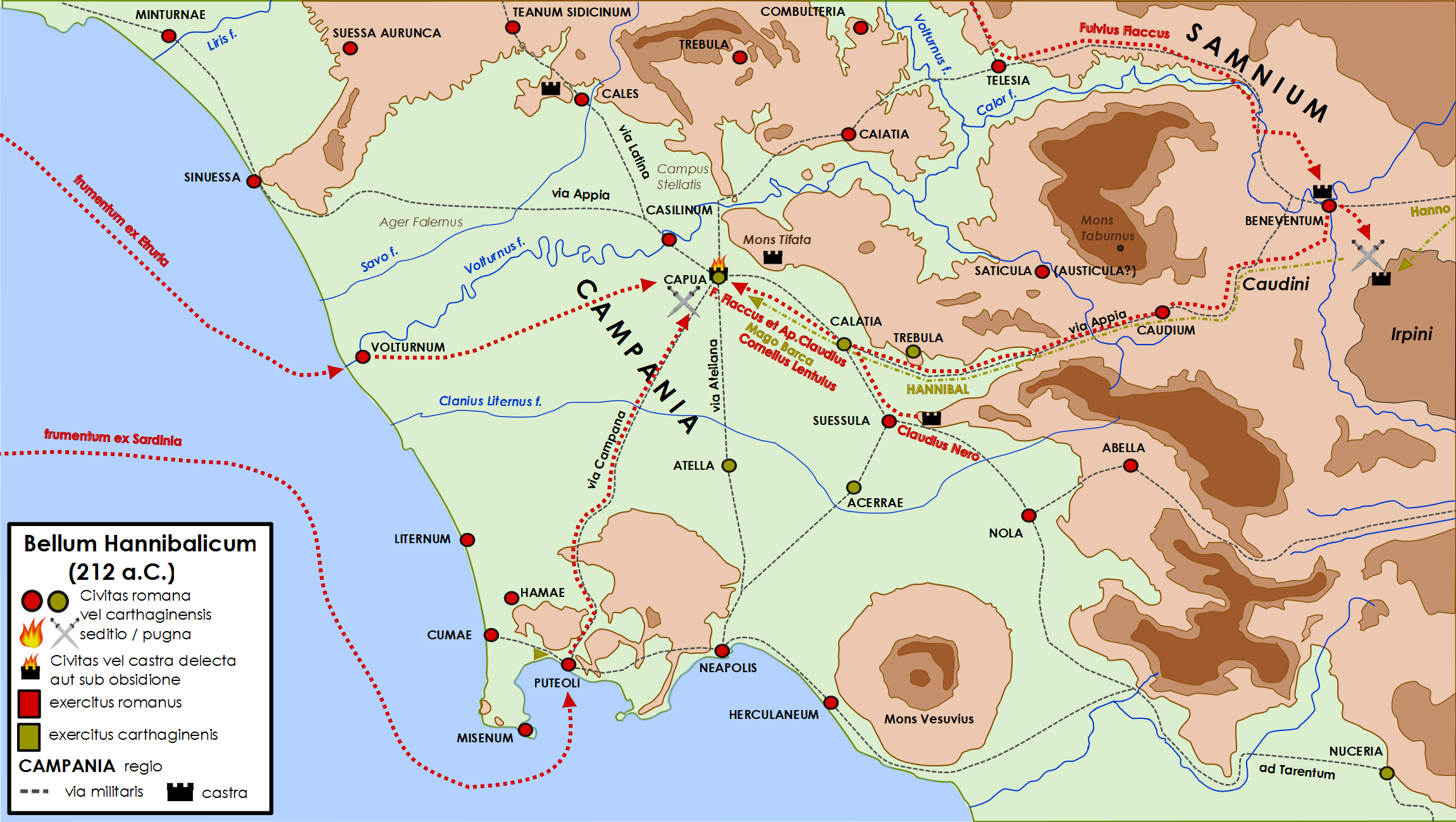
Campagna di Annibale in Campania nel 212 a.C.

Annibale mostrò una capacità strategica immensa durante la sua invasione dell'Italia. Egli aveva appreso prima di tutto l'arte della collocazione delle truppe, della scelta del terreno e dell'imboscata. La genialità della sua tattica risiedeva nella facilità con cui attirava i Romani a combattere alle sue condizioni, sul terreno e nel momento da lui scelto.
Le truppe celtibere costituivano la spina dorsale del suo esercito, che venne quasi completamente riequipaggiato dopo la sconfitta romana del Lago Trasimeno con le armi dei legionari caduti in battaglia. Tuttavia, il suo esercito subì numerose trasformazioni nei quindici anni trascorsi in Italia, tanto che alla fine dell'avventura italica, prima di far ritorno in Africa, la maggior parte di questo era composto da Galli e Italici, come Liguri, Campani e Bruzi.
Anche gli storici romani lo consideravano uno tra i più grandi geni militari della storia. Secondo quanto tramandato da Polibio, 
(Polibio, XI, 3.)
Il documento del conte Alfred von Schlieffen (il cui titolo è Piano Schlieffen), sviluppato sui suoi studi militari, insiste molto sulle tecniche militari utilizzate dai Cartaginesi per accerchiare e distruggere l'esercito romano nella battaglia di Canne.
George Smith Patton credeva di essere egli stesso la rincarnazione di Annibale (tra le altre reincarnazioni riteneva di essere stato anche un legionario romano e un soldato di Napoleone Bonaparte).
(James Carlton, The military quotation book, New York, Ed. Thomas Dunne Books, 2002.)

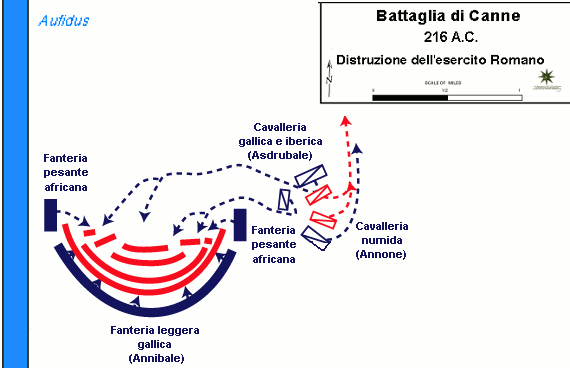
Battaglia di Canne (216 a.C.): distruzione dell'esercito romano

Infine, secondo lo storico militare Theodore Ayrault Dodge:
(Theodore Ayrault Dodge, Hannibal: a History of the art of war among the carthagonians and romans down to the Battle of Pydna, 168 BC, Ed. Capo Press, 1995.)

#### Guerra di logoramento

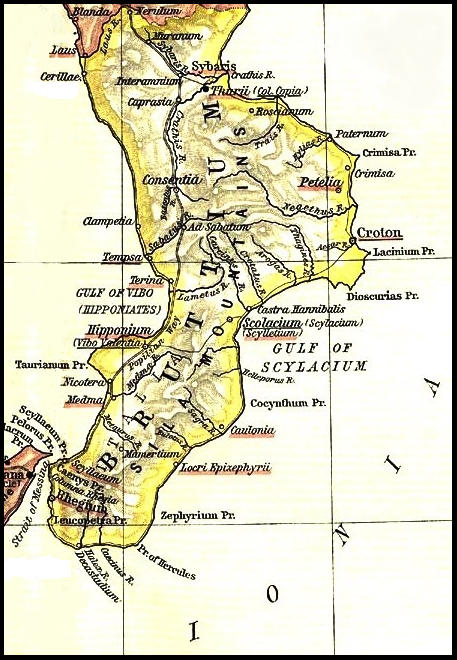
L'antico Bruttium

Verso il 204 a.C. la guerra volgeva ormai a favore dei Romani. Tre anni prima l'esercito del fratello di Annibale, Asdrubale Barca era stato completamente annientato al Metauro. Egli aveva marciato dall'Iberia, aveva attraversato le Alpi, con l'obbiettivo di dare nuovi rinforzi al fratello. Publio Cornelio Scipione aveva in precedenza sconfitto Adrubale nella battaglia di Ilipa in Iberia. Date quindi queste continue vittorie romane, Annibale era stato costretto a modificare la sua strategia in difensiva.
Dopo la disfatta del Metauro, Annibale preferì concentrare le sue truppe e alleati nel Bruttium, "l'angolo più remoto dell'Italia romana". Egli rinunciava così al resto dei possedimenti in Lucania e Magna Grecia, poiché avevano perduto per lui importanza strategica, ora che risultavano indifendibili dalla superiore potenza militare romana. Inoltre, avendo perduto troppi soldati negli scontri avvenuti negli anni precedenti per cercare di mantenere in suo possesso alcune città del meridione italiano, tentò di raggruppare ciò che gli rimaneva delle truppe cartaginesi e ancora alleate. Il Bruttium era una regione prevalentemente montuosa, quasi completamente circondata dal mare, la base perfetta per Annibale per controllare l'avanzata romana e costringere il Senato romano a mantenere un potente esercito contro di lui.
È interessante notare come in questo genere di tattica egli imitò suo padre, Amilcare, quando quest'ultimo si era rifugiato per sette anni ad Erice durante la prima guerra punica. Secondo lo storico militare Hans Delbrück, l'obiettivo di questa tattica era di indurre Roma a firmare un trattato di pace in cambio della rinuncia alla base punica in Italia.
Livio descrive le caratteristiche di questo genere di combattimento nel seguente modo: 
(Livio, XXIX, 6.)
Annibale fu poi costretto ad aumentare le tasse e ad operare confische. Queste misure minarono però la sua popolarità tra le popolazioni locali, causando poi numerose defezioni. La deportazione dei cittadini sospettati di scarsa fedeltà dalle località strategiche, come ci racconta Appiano, diedero nuovamente sicurezza ad Annibale, non però nel caso di Locri. Perduto questo porto tanto strategico, il condottiero cartaginese pose la sua nuova base «a Crotone, che si trovava in una posizione ottimale per le sue operazioni e dove pose il suo quartier generale contro il resto delle altre città». Come l'anno precedente, venne obbligato a confrontarsi con due eserciti, ciascuno formato da due legioni ciascuno, il primo comandato dal console del 205 a.C., Publio Licinio Crasso, il secondo dal proconsole Quinto Cecilio Metello.
Nonostante i suoi continui attacchi condotti contro Crotone, il console del 203 a.C., Gneo Servilio Cepione, non poté evitare che Annibale partisse senza contrattempi per l'Africa. Appiano racconta che per trasportare i suoi veterani, fece costruire più navi, in aggiunta alla flotta che era venuta da Cartagine, senza che i romani potessero impedirlo.

### Asdrubale, il beotarca, e il riarmo di Cartagine (150 - 146 a.C.)

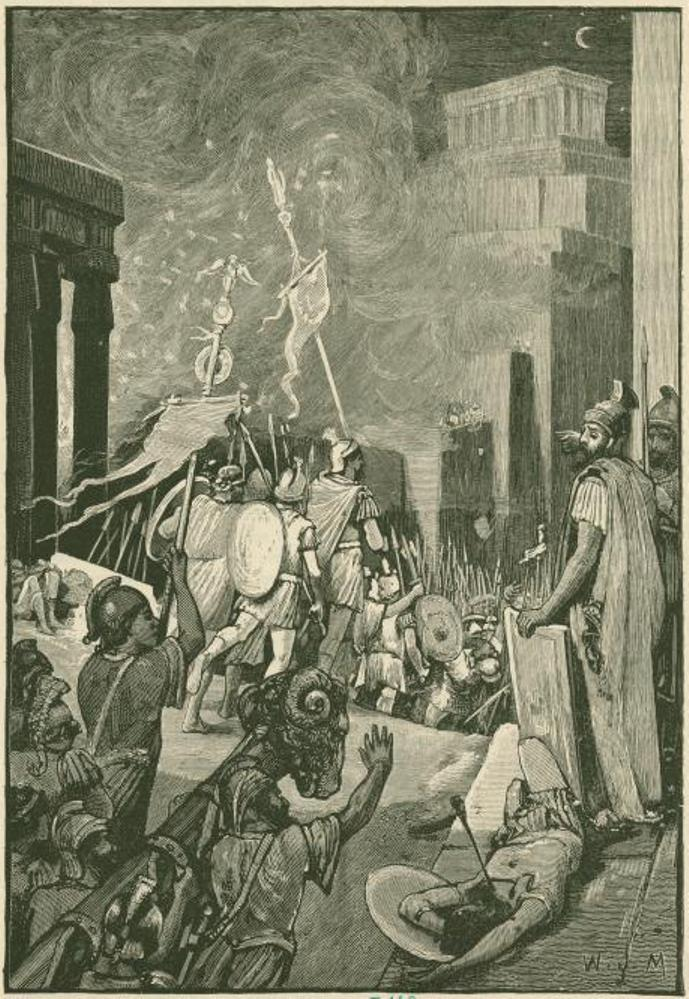
Riporoduzione del XIX secolo dell'assalto finale di Cartagine da parte dei Romani (146 a.C.)

L'esercito di Cartagine fu fortemente indebolito dopo la seconda guerra punica. Le condizioni poste da Scipione Africano furono molto dure: i Cartaginesi furono costretti a consegnare l'intera flotta ai Romani a parte dieci navi. Dovevano anche essere consegnati tutti gli elefanti, i prigionieri di guerra, i disertori e l'esercito che Annibale avevano portato in Italia. Veniva inoltre proibito di reclutare i mercenari celti o liguri, oltre a chiedere un alto risarcimento economico.
Nella guerra contro Massinissa del 150 a.C., Asdrubale il beotarca radunò un esercito di 25 000 fanti e 400 cavalieri, a cui si unirono successivamente 6 000 Numidi, disertori dell'esercito di Massinissa. Prima della battaglia, i rinforzi punici erano quasi il doppio di quel numero.
(Appiano, Guerre puniche, 10.71-73)
Alla richiesta punica di un intervento di mediazione romano tra Cartagine e la Numidia, gli ambasciatori romani vennero inviati con l'ordine di favorire il più possibile Massinissa. Vedendo come la città fosse divenuta prospera in 50 anni dalla fine della seconda guerra punica, i Romani cominciarono a pensare che fosse giunto il momento di distruggerla.
(Appiano, Guerre puniche, 12.82.)
La guerra risultò allora inevitabile e il senato di Cartagine fu costretto a liberate tutti gli schiavi, a creare nuovi generali e nominò Asdrubale, che era stato condannato a morte, comandante in capo. Egli disponeva così di un esercito di 30 000 armati. All'interno delle mura venne scelto come comandante un altro Asdrubale, nipote di Massinissa. Tutti i templi e qualunque altro spazio non occupato, furono utilizzati come fabbriche, dove donne e uomini lavoravano, giorno e notte senza sosta, ricevendo cibo e razioni regolarmente. Ogni giorno si fabbricavano 100 scudi, 300 spade, 1 000 proiettili per catapulte, 500 frecce e giavellotti, e molte catapulte al massimo di quanto potevano produrre. Come funi vennero utilizzati i capelle delle loro donne.
Durante l'assalto di Mancino a Cartago, poi fallito, si menziona un certo Bitias, disertore dell'esercito di Gulussa, come comandante di cavalleria, sotto il cui comando si trovavano 6 000 reclute e 1 000 «cavalieri veterani e ben addestrati». Intanto Asdrubele il beotarca disponeva in quel momento, di 30 000 soldati.
Al momento della conquista e della distruzione di Cartagine (inverno del 146 a.C.), due eserciti cartaginesi erano ancora attivi in quel periodo: nell'entroterra vi era un esercito comandato da Diogene, che era succeduto nel comando ad Asdrubale, e che era composto da 84 000 uomini al momento in cui venne sconfitto da Scipione Emiliano nella Neferis (147 a.C.), una cifra che sicuramente includeva anche le truppe di Bitias
Durante la conquista della città, i Cartaginesi agirono usando tattiche da guerriglia urbana, combattendo strada per strada, casa per casa e quartiere per quartiere. Nel centro della città, Asdrubale disponeva di 36 000 uomini, anche se questa cifra è probabilmente esagerata.

## Struttura delle unità

### Fanteria

#### Battaglione sacro

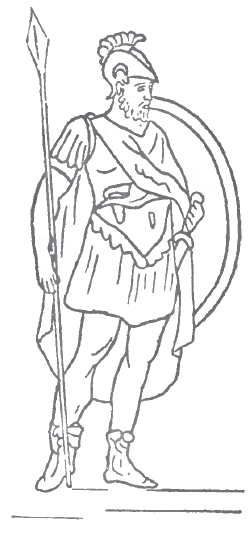
Fante del battaglione sacro.

Il battaglione sacro era un corpo d'élite, simile al battaglione sacro della città di Tebe, che normalmente non combatteva al di fuori del territorio africano. Si posizionava al centro della formazione dell'esercito, subito dietro gli elefanti e protetto ai fianchi dalle formazioni di mercenari e di cavalleria. Era costituito dai figli dei nobili di Cartagine e aveva una grande preparazione al combattimento. Dato lo stato sociale dei suoi membri, probabilmente disponeva del miglior equipaggiamento possibile. Secondo la maggior parte degli autori classici, i componenti del battaglione sacro combattevano a piedi e avevano la funzione di essere la guardia personale del comandante dell'esercito cartaginese.
Era composto da una forza solitamente di 2.500 soldati, come è possibile riscontrare nella battaglia del Crimiso, del 341 a.C., quando l'esercito cartaginese fu sconfitto da Timoleonte, che comandava l'esercito siracusano. In questa battaglia il battaglione sacro venne completamente annientato.
Plutarco descrive così l'esercito cartaginese che si stava avvicinando al fiume Crimisio:
(Plutarco, Timoleonte 27, 4-6.)
Lo storico greco aggiunge che tra le file cartaginesi vi fossero anche soldati di Libia, Iberia e Numidia, oltre a quelli del battaglione sacro.
Diodoro Siculo stima poi in 2 500 armati il battaglione sacro e che i morti totali nelle file dell'esercito cartaginese furono 10 000 oltre a 15 000 prigionieri, per la maggior parte mercenari.
Dopo la sfortunata campagna in Tunisia contro Agatocle, nel 310 a.C., i suoi effettivi aumentarono a 12 000 uomini. Questa è la cifra che appare durante la battaglia del Bagradas (255 a.C.), ed è simile al numero di soldati reclutati per opporsi durante la Rivolta dei mercenari nel 240 a.C..

#### Fanteria libico-fenicia

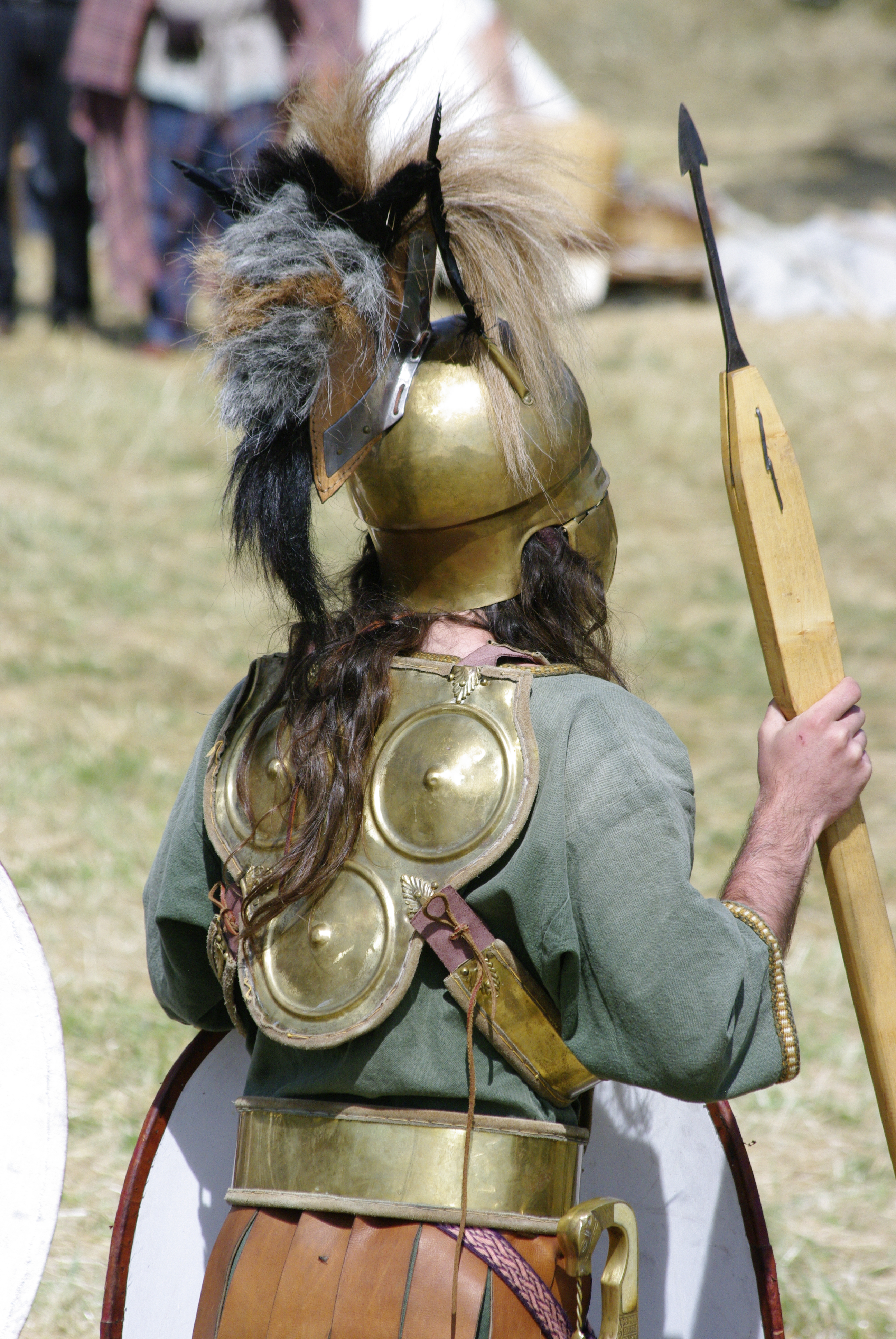
Ricostruzione storica di un tipico soldato cartaginese

Tito Livio descrive la fanteria libico-fenicia come un insieme di Fenici mischiati ad Africani (mixtum Punicum Afris genus), probabilmente utilizzando Polibio come fonte. Essi costituivano la forza più leale e capace dell'intero esercito cartaginese.
Fin dal III secolo a.C., i libio-fenici erano l'unica etnia sotto il dominio dei Cartaginesi, ed erano obbligati a fornire soldati alla città-stato. Una volta reclutati, senza dubbio, ci sono evidenze che ricevevano un salario ricco come quello delle truppe mercenarie. Polibio sostiene che costituivano il nucleo della cavalleria, oltre a fornire truppe di fanteria.
Anteriormente alla prima guerra punica, i libio-fenici erano equipaggiati con elmo e corazza di ferro. Portavano un grande scudo bianco che proteggeva la maggior parte del loro corpo, marciavano in formazione lenta e ordinata (molto probabilmente in modo similare alla falange macedone). Erano poi appoggiati da contingenti di carri da guerra di tipo semita, spesso utilizzati nei conflitti tra colonie.

#### Iberi
La principale forza su cui si fondava l'esercito punico, era quella dei mercenari provenienti da gran parte del Mediterraneo occidentale.
Caetrati
Sono fanti leggeri spagnoli armati (parma e giavellotto), in combattimento utilizzavano le tipiche spade iberiche, il gladio hispanico e la falcata iberica.
Scutari
Sono una fanteria da combattimento spagnola, armati di parma, spada iberica, giavellotto o soliferrum, equipaggiati alla leggera comunque potevano indossare un kardiophylax di protezione per il busto, erano molto portati per il combattimento a schermaglia e per le imboscate.
Guerrieri celtiberi
Fanteria pesante proveniente dalla Spagna settentrionale, equipaggiati con parma, lancia o spada celtica ed erano protetti alla spagnola o con cotta di maglia di ferro, molto forti ed assolutamente tra i più temuti nel corpo a corpo.

#### Frombolieri delle Baleari
Fanti da schermaglia, equipaggiati generalmente con la parma e la frombola, i migliori tiratori con la frombola, particolarmente rinomati per la loro precisione nel tiro, portavano tre tipi di frombola che sceglievano di utilizzare a seconda della distanza di tiro. Come proiettili usavano dei pesi di piombo.

#### Truppe galliche e liguri
Fanteria ligure
I fanti liguri erano equipaggiati similmente ai guerrieri celtici appiedati: come quest’ultimi utilizzavano spade di foggia gallica e scudi ovali, le corazze erano in cuoio o in lino e metallo (la linothorax) .Ricercati come mercenari da molte potenze del mediterraneo occidentale, erano preferiti addirittura ai loro vicini Galli. Nonostante la loro tattica fosse basata principalmente sulla guerriglia e le imboscate, venivano utilizzati dai cartaginesi come fanteria da urto, in cui se la cavavano abbastanza bene, come dimostrato ad esempio nella battaglia del Metauro.
Fanteria celtica
Fanteria da urto e da mischia, utilizzavano scudi ovali e lunghe spade, usavano la loro forza prorompente nella carica iniziale che spesso bastava a mandare il nemico in rotta. Nel caso di un combattimento lungo venivano colti dalla stanchezza prima dei loro nemici in quanto erano soliti andare alla battaglia ubriachi.
La loro panoplia poteva variare considerevolmente. Si passava infatti da guerrieri armati con cotta di maglia (lorica hamata) in ferro ed elmo in bronzo di tipo montefortino o corinzio-italico, a guerrieri completamente ignudi.

#### Sardi
I sardi nell'esercito Cartaginese sono attestati a partire dalla conquista dei punici dopo il VI secolo a.c, probabilmente i mercenari erano sardo -punici piuttosto che le popolazioni nuragiche non sottomesse,combatterono in Sicilia durante la battaglia di Imera ciò è attestato da alcune monete con inciso il nome sardo

### Cavalleria

#### Cavalleria numidica
Probabilmente la migliore cavalleria leggera del mondo antico. Erano equipaggiati con uno scudo rotondo coperto di pelli e un chitone. Armati con giavellotti ed un piccolo pugnaletto che usavano per tagliare i tendini dei nemici in fuga. Nel caso il nemico fosse stato sorpreso nel deserto, non avrebbe avuto alcuna possibilità di sopravvivere ed avrebbe dovuto subire una morte terribile. La loro tattica era di schermaglia, anche grazie ai loro veloci ed agili cavalli. Erano soliti guidare il cavallo attraverso una corda di canapa e non con le redini.

#### Cavalleria ibera
Cavalieri iberici
Cavalleria medio-pesante da mischia. Era armata con spada ed era molto rinomata per la capacità di effettuare evoluzioni sul campo. Il resto dell'equipaggiamento era simile a quello degli scutari, tranne per lo scudo che era rotondo e non ovale.
Cavalieri celtiberi
Cavalleria pesante da urto, armata con lancia ed equipaggiata alla maniera dei fanti.

#### Cavalleria celtica
Cavalleria pesante da urto e da mischia, erano equipaggiati alla stessa maniera dei fanti più pesanti, ma con grossi scudi che potevano essere ovali, tondi o esagonali.

### Elefanti da guerra
Era un vero e proprio "carro armato" dell'antichità. Gli antichi conoscevano due specie di elefanti, denominate in età moderna con i nomi di Elephant maximus (specie asiatica) e Loxodonta africana (specie africana). Di quest'ultima specie i Tolomei e i Cartaginesi si avvalsero della sottospecie Loxodonta africana cyclotis (detti della "foresta"), che risultavano notevolmente più piccoli di quelli dell'altra specie detti "della boscaglia". I Tolomei si rifornivano di questi elefanti in Etiopia e nell'entroterra del Mar Rosso, mentre i Cartaginesi li catturavano ai piedi delle montagne dell'Atlante. Potevano portare su dorso una piccola torretta, difesa da lancieri ed arcieri (quattro elementi di solito per elefante) ed essere protetti da una corazza o da una protezione più leggera. Fino a quando i Romani non impararono ad usare le forze leggere (veliti) per contrastare il loro impeto, essi si dimostrarono delle macchine da guerra terrificanti. I Romani ebbero il loro primo incontro con questo temibile strumento di guerra, quando Pirro invase l'Italia accompagnato dai suoi elefanti indiani.
I Cartaginesi li utilizzarono contro Marco Attilio Regolo, ma i Romani impararono ad affrontarli in battaglia e compresero presto che questi animali potevano facilmente sfuggire al controllo delle loro guide. Scipione Africano riuscì infatti a fermarli nella battaglia di Zama contro Annibale (202 a.C.), lasciando varchi aperti nelle sue linee.

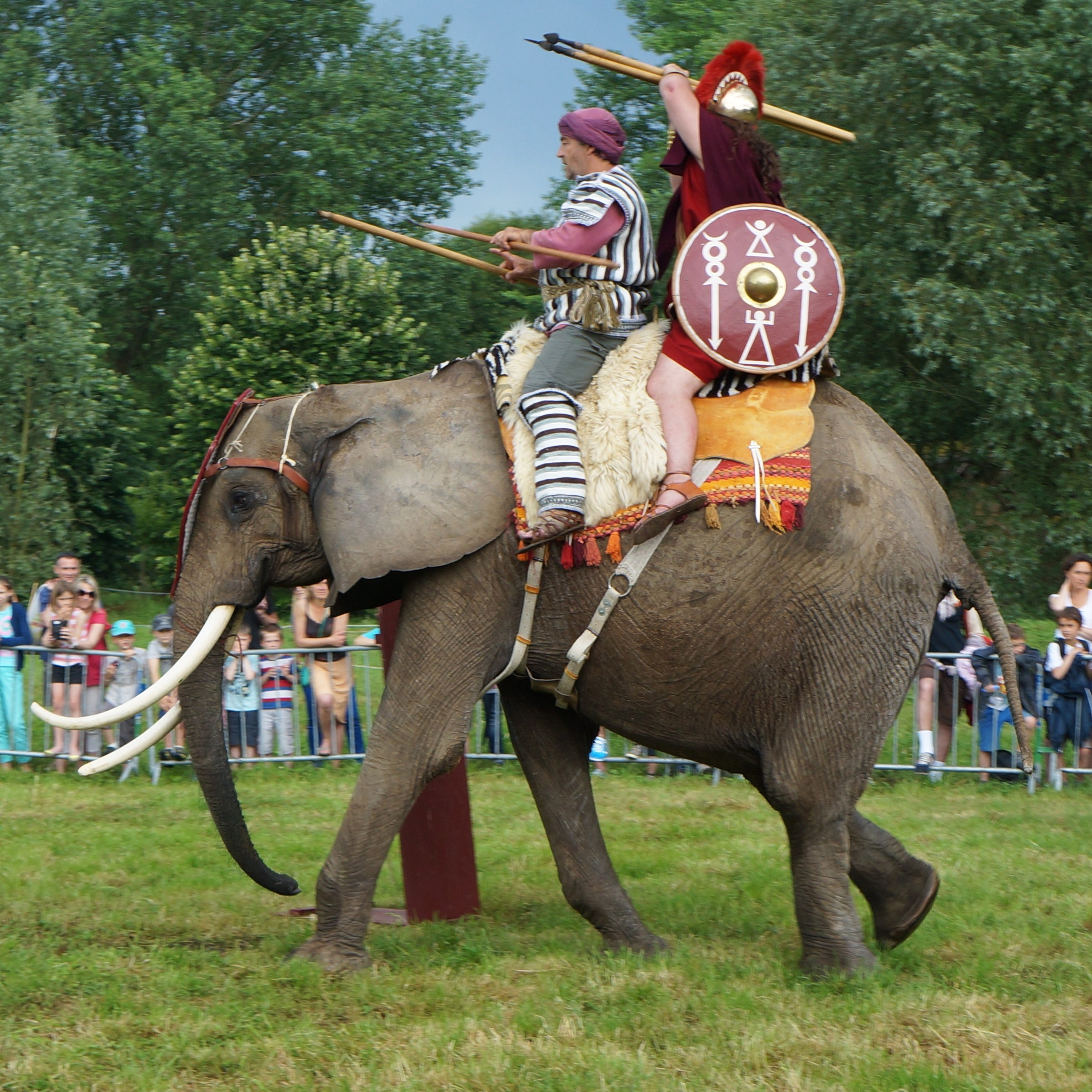
Rievocazione storica degli elefanti cartaginesi all'epoca della seconda guerra punica
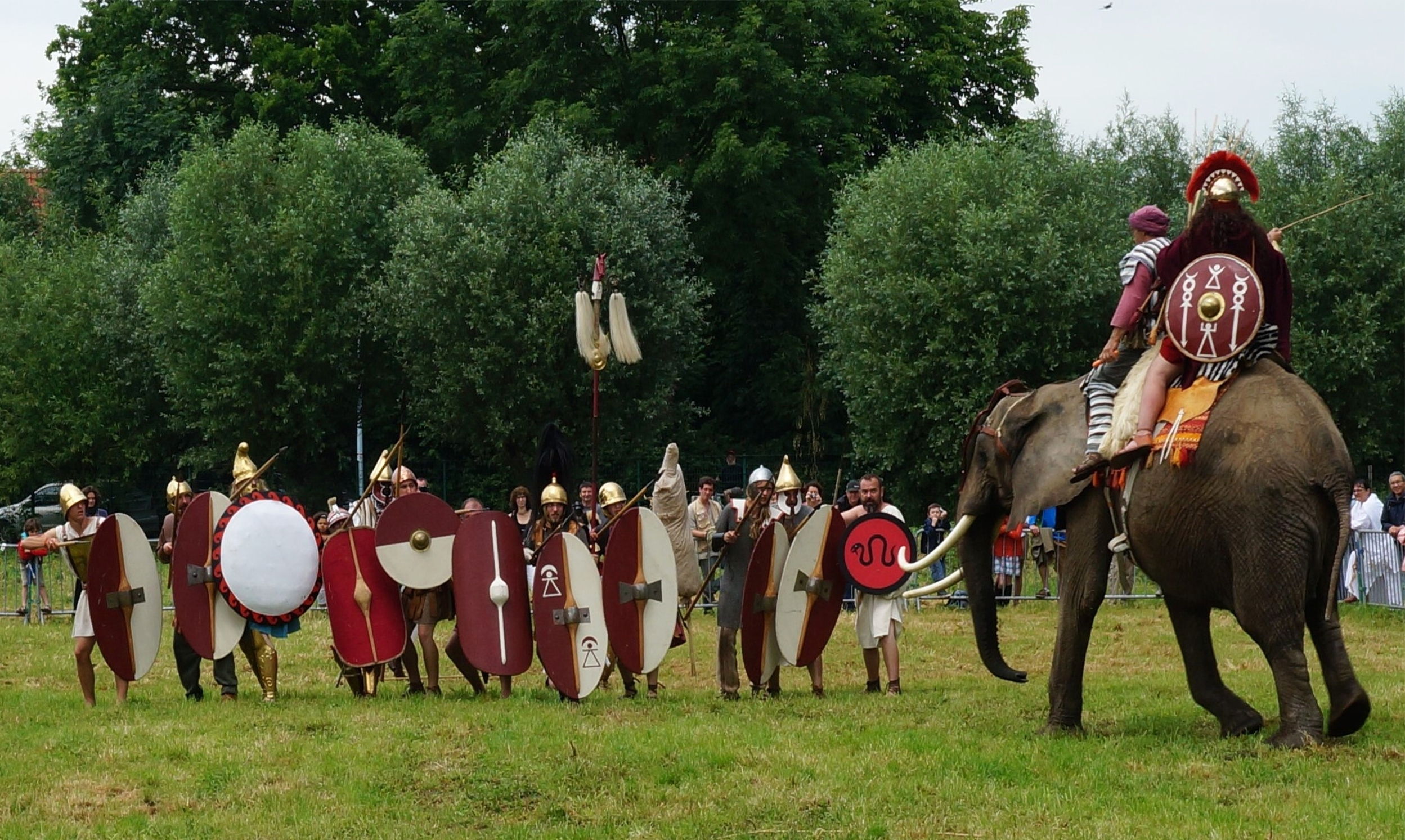
Rievocazione storica degli elefanti cartaginesi all'epoca della seconda guerra punica (2)
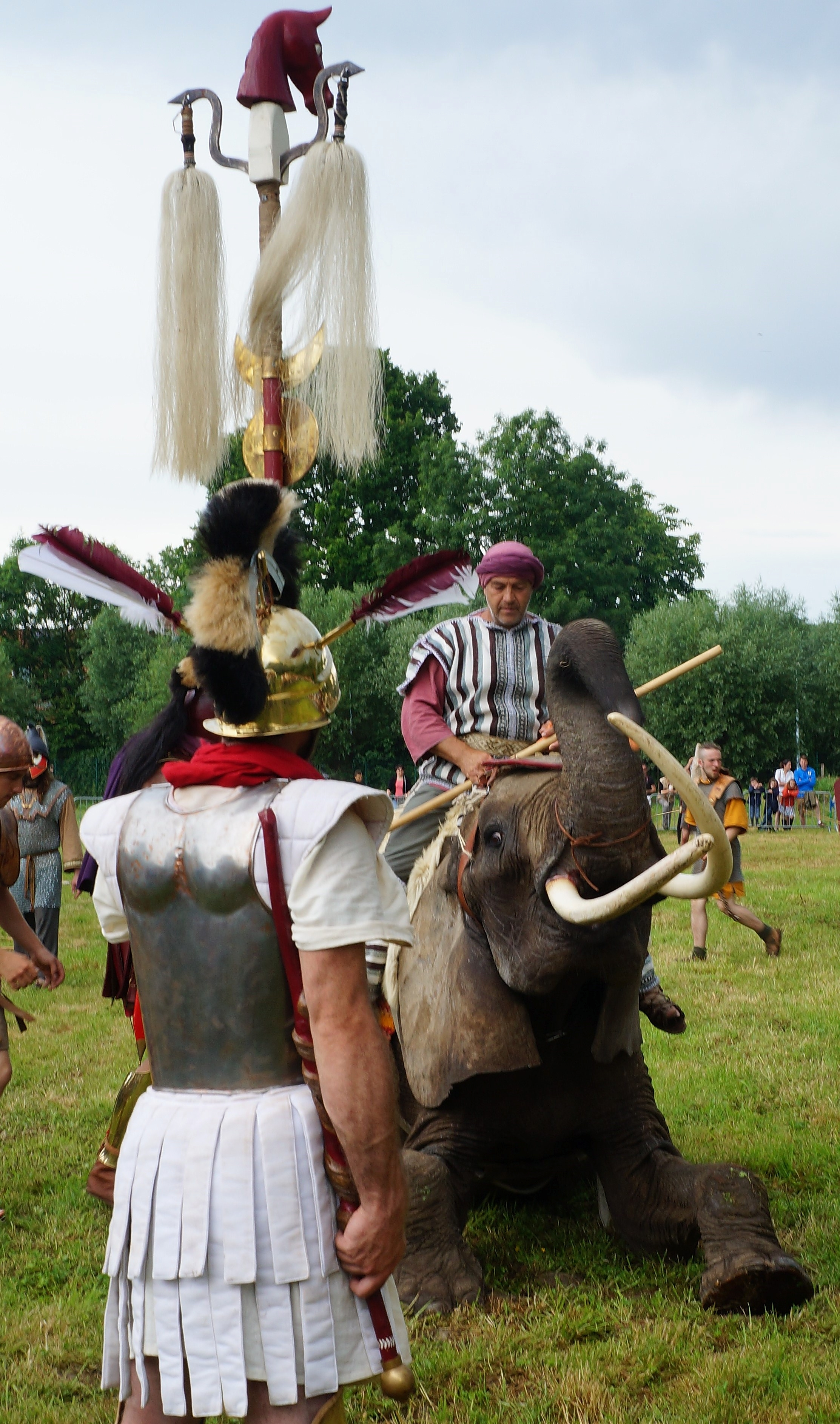
Rievocazione storica degli elefanti cartaginesi all'epoca della seconda guerra punica (3)

### Flotta

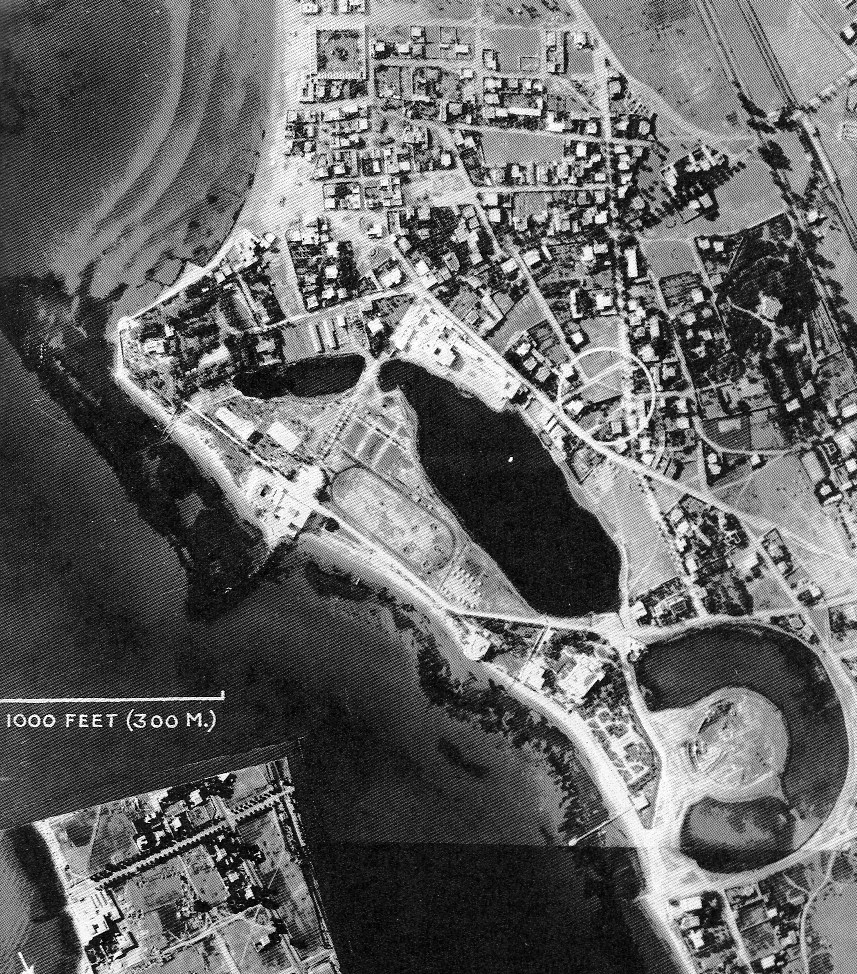
Il porto commerciale e militare di Cartagine
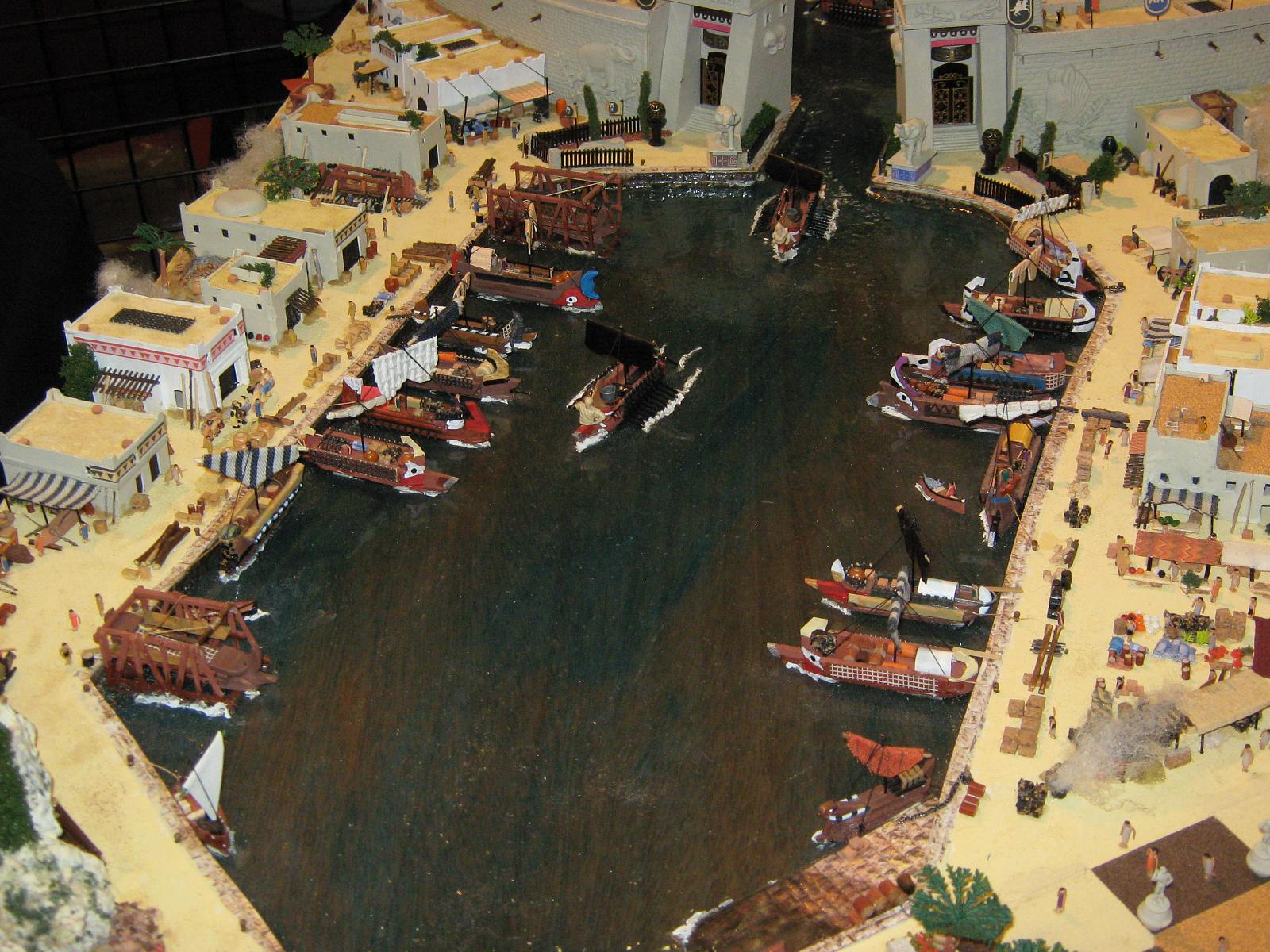
Porto commerciale di Cartagine
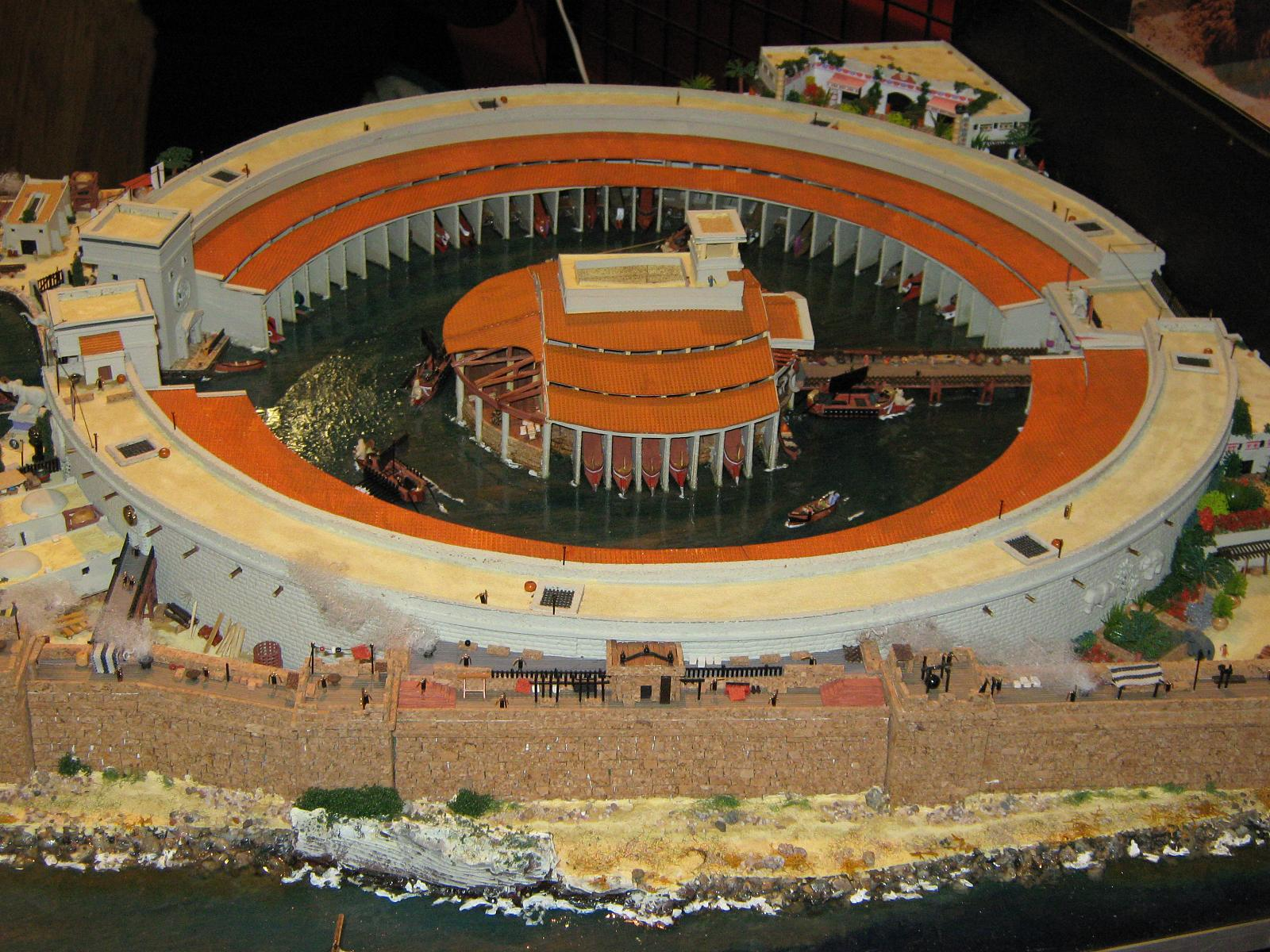
Porto militare di Cartagine
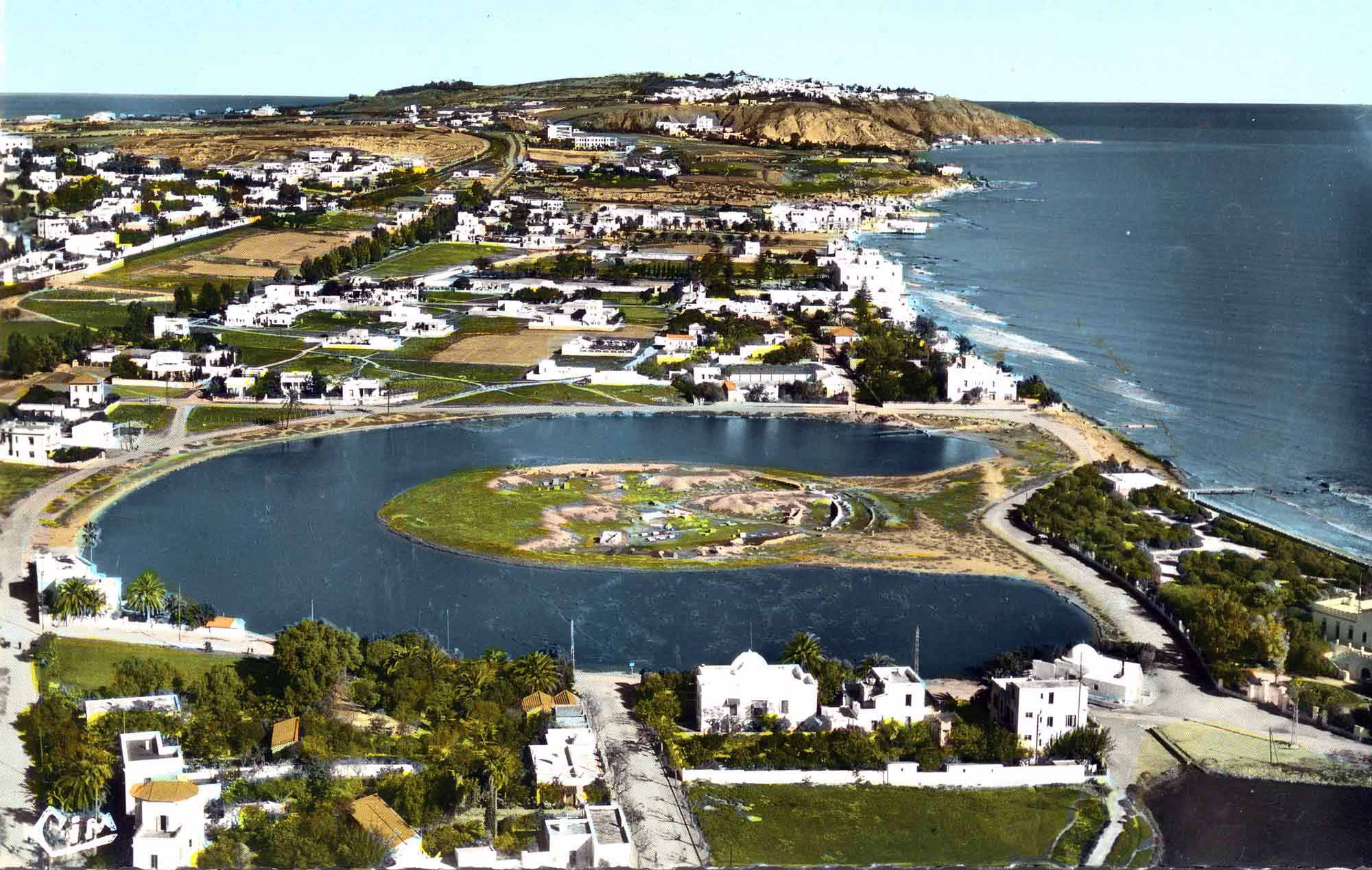
Rovine del porto militare come appare oggi

## Tattica ed armamento

### Armamento

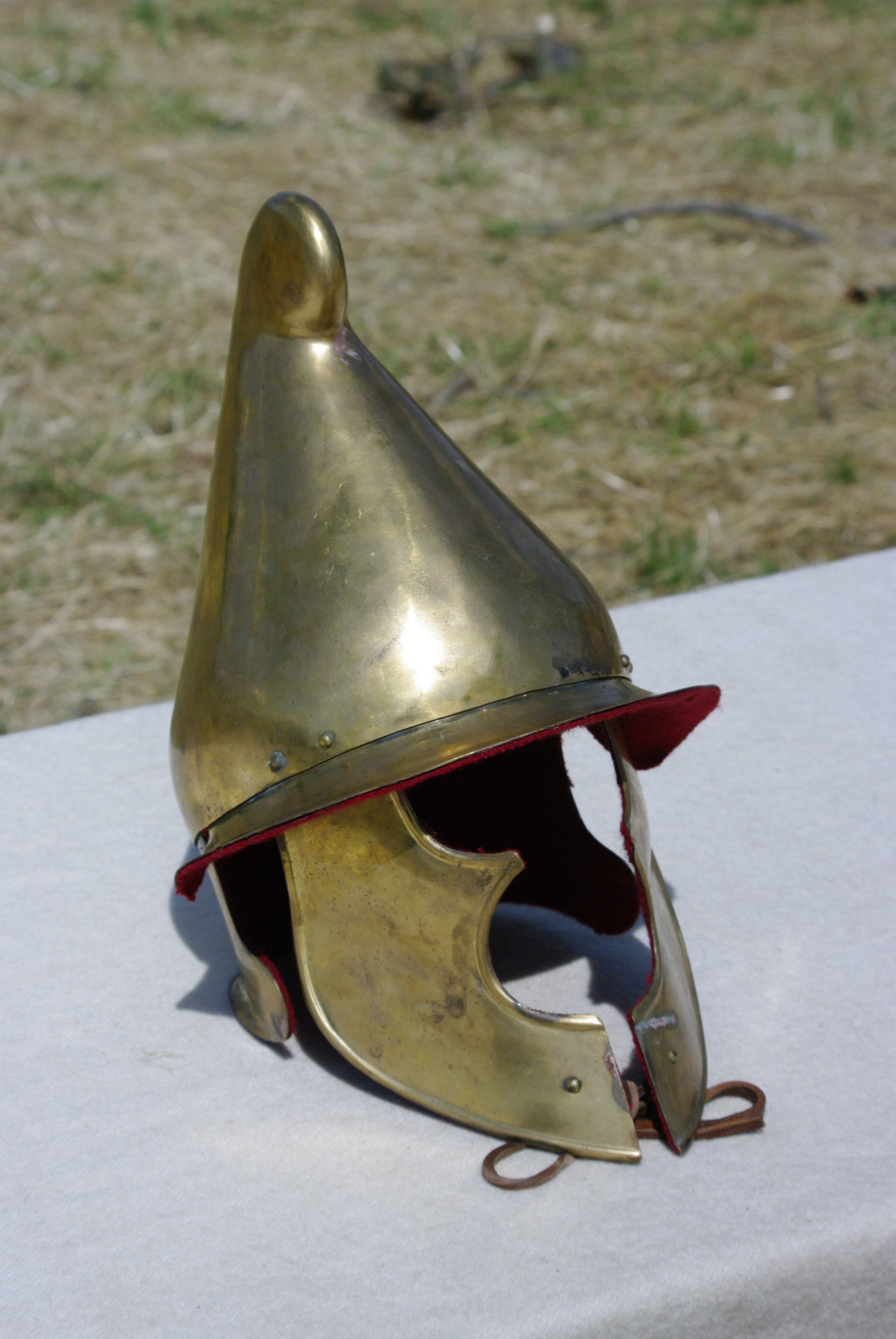
Ricostruzione di un elmo di un soldato cartaginese.
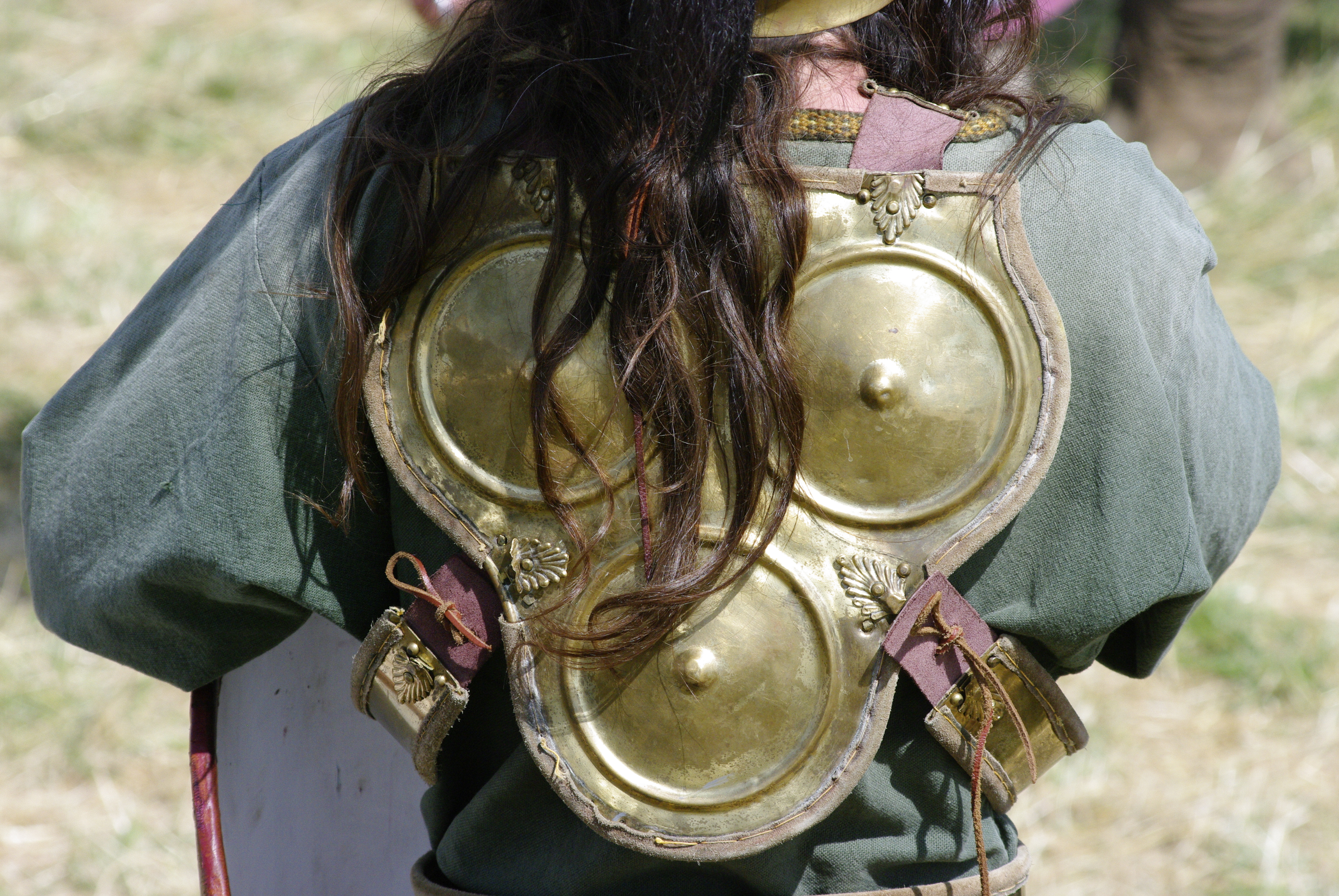
Pettorale in bronzo di un soldato cartaginese.
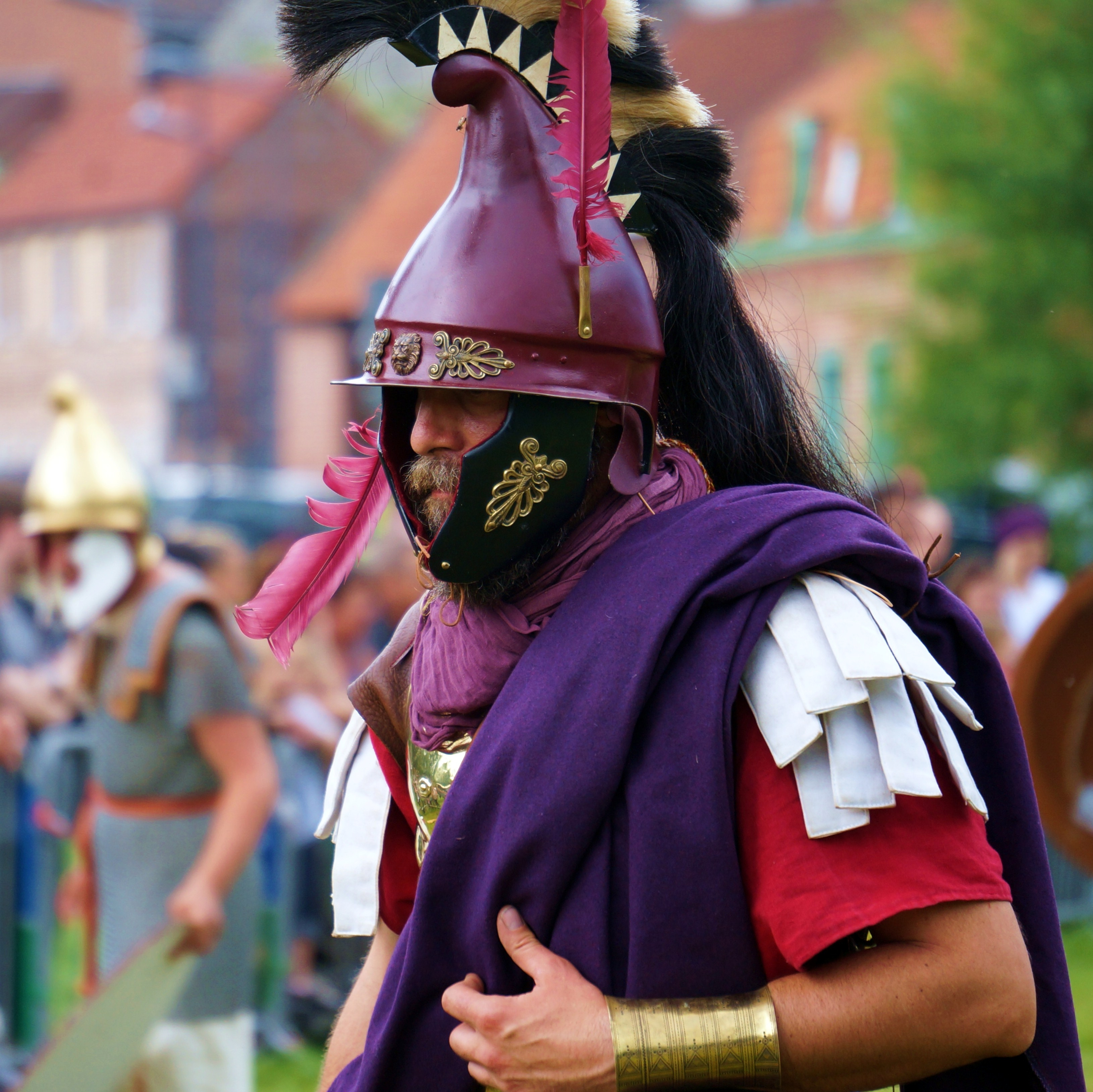
Ricostruzione storica di un ufficiale cartaginese

### Schieramento e combattimento
I Cartaginesi, dopo aver appreso dai Greci in Sicilia le tattiche di guerra, schieravano i propri elefanti davanti alla fanteria in uno schieramento aperto e in linea, mentre dietro di loro vi era la fanteria pesante, al centro, e leggera, a fianco della prima. Ai lati dell'intera fanteria era posta la cavalleria (come in molti altri eserciti, ad esempio i Romani in epoca imperiale), divisa in numidica e libica/cartaginese. Di solito gli elefanti venivano mandati alla carica contro lo schieramento nemico per provare a sfondarlo e ridurne il loro morale; subito dopo era la volta della fanteria, che avanzava all'attacco, mentre la cavalleria, una volta eliminata quella nemica, provava ad attaccare ai lati o alle spalle dello schieramento nemico.
Lo stesso Annibale fece uso di queste tattiche, reputandole eccellenti e, anche senza elefanti, riuscì a vincere numerose battaglie.

## Dimensione degli eserciti
| D A T A              | N. TOTALE ARMATI | POPOLI COINVOLTI                                            | NAVI DA GUERRA | DOVE                                                          |
| -------------------- | --- | ----------------------------------------------------------- | -------------- | ------------------------------------------------------------- |
| 218 a.C. (primavera) | 90 000 fanti e 12 000 cavalieri, oltre a 37 elefanti. | Cartaginesi, Iberi e Libici                                 |                | Inizio della seconda guerra punica                            |
| 218 a.C.             | 20 000 fanti (12 000 Libici e 8 000 Iberi), oltre a 6 000 cavalieri | Libici, Iberi e Cartaginesi                                 |                | Quando Annibale discese le Alpi e raggiunse la Pianura padana |
| 216 a.C.             | 28.500 fanteria pesante, 11.500 fanteria leggera, 10 000 cavalieri | Cartaginesi, alleati Numidici ed Iberici, mercenari Galli   |                | battaglia di Canne                                            |
| 202 a.C.             | Fanteria: 10000 mercenari tra Liguri, Celti, Baleari e Mauri; 12 000 Libi e Cartaginesi; 15 000 veterani della campagna d'Italia e probabilmente anche 4 000 Macedoni. Cavalleria: 2 000 Cartaginesi e 2 000 Numidi. Elefanti: 80 circa. | Cartaginesi, Liguri, Celti, Baleari, Mauri e forse Macedoni |                | battaglia di Zama                                             |